# Guerra messico-statunitense
La guerra messico-statunitense contrappose gli Stati Uniti sotto la presidenza Polk e la Repubblica Centralista del Messico tra il 1846 ed il 1848. Il conflitto è anche noto come guerra messicana (Mexican War) negli Stati Uniti e come intervento statunitense in Messico (Intervención estadounidense en México) in Messico.
Il conflitto scoppiò come conseguenza degli attriti tra i due paesi in seguito all'annessione statunitense del Texas nel 1845, osteggiata dal Messico che lo considerava ancora parte della sua nazione. La repubblica del Texas era di fatto un paese indipendente, che divenne parte degli Stati Uniti, nonostante il parere negativo di diversi politici statunitensi, poiché il Texas riconosceva la schiavitù e la sua annessione avrebbe modificato l'equilibrio tra gli Stati del Nord, antischiavisti, e quelli del Sud, schiavisti.
Alle elezioni presidenziali del 1844, vinse il democratico James Knox Polk, il quale promise di espandere gli Stati Uniti verso ovest. Partendo dall'annessione del Texas l'anno seguente, Polk andò oltre, inviando nella regione un'unità dell'esercito e contemporaneamente una missione diplomatica in Messico per negoziare un indennizzo. La presenza militare statunitense era pianificata per provocare il Messico e spingerlo ad attaccare, sfruttando l'eventuale aggressione per convincere il Congresso ad appoggiare il conflitto. Alla fine, i messicani attraversarono il Rio Grande scontrandosi con gli statunitensi nell'incidente di Thornton, dando un motivo al Congresso per dichiarare guerra.
Le forze statunitensi rapidamente occuparono la regione di Santa Fe de Nuevo México e dell'alto Rio Grande, dirigendosi inoltre verso la costa del Pacifico, nella provincia messicana dell'Alta California, puntando poi verso sud mentre la Squadra del Pacifico della Marina bloccava i porti anche nella Bassa California. Nonostante ciò, il Governo messicano rifiutò di cedere parte del loro territorio. Gli Stati Uniti quindi invasero l'entroterra del Messico fino a che il generale Winfield Scott raggiunse, e conquistò, Città del Messico. Anche se militarmente sconfitto, il Messico non aveva alcuna intenzione di capitolare finché Nicholas Trist non riuscì a concludere con successo il trattato di Guadalupe Hidalgo nel 1848, ponendo fine al conflitto. I termini del trattato prevedevano la cessione da parte del Messico delle regioni dell'Alta California e di Santa Fe de Nuevo México, e l'accettazione del Rio Grande come nuovo confine tra i due paesi. D'altra parte, gli Stati Uniti accettarono di pagare 15 milioni di dollari come compensazione per i danni materiali e di cancellare 3,25 milioni di dollari di debito che il Messico aveva con cittadini statunitensi.
La vittoria e l'espansione territoriale ottenuta da Polk ispirò un senso di patriottismo in diverse aree degli Stati Uniti, ma sia la guerra sia il trattato diedero vita a dure critiche, a causa del numero di vittime, del costo economico e dei metodi brutali usati nel conflitto. La questione su come gestire i nuovi territori intensificò ulteriormente il dibattito sulla schiavitù negli Stati Uniti d'America. La "Condizione Wilmot", che esplicitamente proibiva l'estensione della schiavitù nei territori acquisiti, non venne infine approvata dal Congresso, nonostante che il dibattito fosse già cominciato durante il conflitto. In Messico, la guerra aggravò le agitazioni politiche interne, soprattutto a causa delle perdite civili, della situazione finanziaria disastrata e dei territori persi.

## Contesto storico

Organizzazione territoriale della Repubblica Centralista

### Lo Stato messicano dopo l'indipendenza
Nel 1821 il Messico vinse la guerra d'indipendenza con la Spagna, al termine di vent'anni di sanguinoso conflitto, dando vita al Primo Impero messicano. Il nuovo Stato si ritrovò ad affrontare problemi economici, con le fondamentali miniere distrutte, e politici, che lo vide passare dopo soli tre anni dalla monarchia alla repubblica. Tuttavia, anche il governo della Prima Repubblica fu caratterizzato da una costante instabilità, che lasciò il Paese impreparato ad un conflitto importante come quello con gli Stati Uniti. Tra l'indipendenza e il conflitto del 1848, il Messico era comunque riuscito a resistere alla riconquista spagnola negli anni '20 dell'Ottocento e all'intervento francese del 1838. Tuttavia, l'indipendenza del Texas e dello Yucatán misero in luce le debolezze dei vari governi centralisti che si susseguirono nella Repubblica Centralista. Inoltre, sia le forze armate che la Chiesa messicana, istituzioni privilegiate con visioni molto conservatrici, erano politicamente più forti dello Stato.
Il nord e l'ovest del Paese non erano ancora sotto il controllo saldo dello Stato, così come non lo erano stati durante il dominio spagnolo. Nei decenni che precedettero il conflitto, molti gruppi di nativi americani razziavano gli insediamenti del nord e, per contrastare questo fenomeno, il Governo accettò che cittadini statunitensi si insediassero nel Texas messicano, in modo da creare una zona cuscinetto. Proprio questi nuovi texani si ribellarono ben presto al nuovo Governo centralista, guidato da Antonio López de Santa Anna, che aveva preso il potere abolendo la Costituzione Federale degli Stati Uniti Messicani del 1824, trasformando lo Stato in un'entità centralista e abolendo l'indipendenza degli Stati che erano parte della federazione. Nel 1836 il Texas ottenne l'indipendenza sconfiggendo l'esercito di Santa Anna; tuttavia la Repubblica che scalzò il generale si rifiutò di riconoscere la Repubblica del Texas come nazione libera. A peggiorare la situazione, nel 1845, su pressione del popolo, il Texas accettò la proposta di annessione formulata dal Congresso degli Stati Uniti e, il 29 dicembre 1845, divenne il ventottesimo stato della federazione. Il Messico non accettava però di lasciare il Texas in mano a una repubblica che considerava ribelle e neppure di venderlo agli Stati Uniti d'America.

### L'espansionismo statunitense
Negli Stati Uniti di inizio Ottocento, si andò formando un desiderio di espansione territoriale racchiuso nel concetto del Destino manifesto, il cui primo esempio si ebbe già nel 1803, quando il presidente Thomas Jefferson acquistò la Louisiana francese, che lasciò però i confini tra gli Stati Uniti e le colonie spagnole non ben definiti. Pochi anni dopo, nel 1812, gli Stati Uniti, uno stato ancora giovane e fragile, tentarono di espandersi verso nord nella guerra anglo-americana, con l'unico esito di vedere Washington occupata dai britannici e la Casa Bianca in fiamme. Nel 1818 i problemi di confine con la Spagna furono risolti con il Trattato Adams-Onís, il cui negoziatore per gli Stati Uniti fu il futuro presidente John Quincy Adams, che ottenne la Florida occidentale e stabilì una rivendicazione statunitense di tutti i territori a nord del 42º parallelo. Al Vicereame della Nuova Spagna venivano invece riconosciuti i territori del sud-ovest degli odierni Stati Uniti. A partire dal 1825, ripetutamente gli statunitensi tentarono di comprare territori dal neonato Stato messicano, soprattutto sotto la presidenza di Andrew Jackson, ma senza successo.
Il più grande vantaggio che gli Stati Uniti ebbero nel conflitto con il Messico probabilmente fu la prosperità della propria nazione, la quale determinava anche una buona stabilità politica. Inoltre, possedevano risorse fondamentali per un conflitto armato, che al Messico invece mancavano. Entrambi i paesi avevano combattuto per la loro indipendenza, ma la guerra statunitense durò relativamente meno ed ebbe luogo decenni prima coinvolgendo persino una nazione forte come la Francia al proprio fianco. Ottenuta l'indipendenza, gli Stati Uniti si espansero rapidamente verso ovest, a discapito dei nativi, creando insediamenti che continuarono a crescere nei decenni. Negli Stati del sud, la rivoluzione industriale europea portò alla nascita di una fiorente economia di coltivazione del cotone, basata su un sistema di schiavismo, che si espanse fino al Messico settentrionale, avvicinando politicamente ed economicamente quei territori agli Stati del Sud. Nonostante le differenze anche sociali del Paese, la nazione americana era tenuta unita dalla sua Costituzione federale, perciò i conflitti e le spaccature presenti fino alla guerra di secessione rimasero a livello meramente politico. L'espansionismo statunitense fu quindi frutto anche della necessità di nuovi terreni da coltivare per vendere materie prime alla crescente industria tessile britannica. A questa espansione si opponevano però gli Stati del Nord, che preferivano incrementare le industrie nazionali sfruttando maggiormente le risorse già a disposizione. Alla fine, il primo schieramento l'ebbe vinta, con l'elezione di James Knox Polk nel 1844. Molti texani desideravano unirsi agli Stati Uniti ma l'annessione era argomento di dibattito nella nazione nordamericana, dove Whig e abolizionisti si opponevano ampiamente, seppur nessun gruppo politico negò mai finanziamenti pubblici in vista di una possibile guerra.
La politica statunitense rifletteva una spaccatura d'opinione della nazione stessa. Diversi giornali, come l'Herald di New York, il Morning News e il Journal of Commerce, oltre l'Illinois State Register e il poeta Walt Whitman, erano favorevoli alla guerra, mentre il Boston Courier e il Tribune di New York, diretto da Horace Greeley, si opponevano. Lo scrittore Henry David Thoreau, per protesta, rifiutò di pagare la tassa per il voto, passò una notte in prigione e scrisse un saggio al riguardo divenuto famoso dopo la sua morte con il titolo Disobbedienza civile. L'Associazione dei lavoratori del New England condannò la guerra, mentre alcuni immigrati irlandesi e tedeschi disertarono l'Esercito degli Stati Uniti e formarono il Battaglione San Patrizio, che poi combatté dalla parte dei messicani. Ad ogni modo, il Congresso infine offrì l'annessione al Texas, il quale accettò e il 29 dicembre 1845 divenne il 28º stato degli Stati Uniti d'America.

### Il Texas dalla rivoluzione all'annessione

#### La politica

Sovrapposizione tra i confini odierni e quelle della metà dell'Ottocento nell'area del Texas

Dopo l'indipendenza dalla Spagna, il Messico perse molto in termini di diplomazia e capacità militare, lasciando i territori settentrionali in balia degli attacchi di Comanche, Apache e Navajo, che ne approfittarono per razziare bestiame per sé stessi e da rivendere in Texas e negli Stati Uniti.
Nel 1800 la colonia spagnola del Texas era scarsamente popolata, con appena 7 000 abitanti non nativi americani. La Corona spagnola aveva avviato una politica di colonizzazione del Texas che fu portata avanti dal Messico dopo l'indipendenza. Venne così permesso ad un banchiere del Missouri, Moses Austin di acquistare vasti territori del Texas, in cui insediare cittadini statunitensi. Austin però morì prima di completare la sua opera, che fu portata a termine dal figlio, Stephen Fuller Austin, il quale condusse più di trecento famiglie statunitensi in Texas. L'intento dello Stato messicano era di creare una zona cuscinetto, a ovest, tra i tejanos e i Comanche; gli statunitensi però s'insediarono troppo a est, vicino alla Louisiana, con cui potevano facilmente commerciare e dove i terreni erano più fertili.
Nel 1829 gli abitanti del Texas che parlavano spagnolo divennero minoranza, così il nuovo presidente messicano, Vicente Guerrero, decise di accrescere l'influenza del Messico nella sua regione di confine scoraggiando la migrazione dagli Stati Uniti, abolendo la schiavitù, ristabilendo la tassa sulla proprietà e aumentando le tariffe sulle merci statunitensi. I coloni e molti uomini d'affari messicani si opposero, forzando il Governo a chiudere il Texas ad ulteriori migrazioni, che però continuarono illegalmente.
Nel 1834 i conservatori messicani presero il potere e il generale Santa Anna divenne il Presidente del Messico, il cui nuovo Congresso abbandonò il sistema federale sostituendolo con un Governo centralista che tolse poteri ai vari Stati della federazione. Subito dopo, Santa Anna lasciò Città del Messico per guidare l'esercito e schiacciare i ribelli del macro-stato di Coahuila y Texas, a cui seguì la risposta di Stephen Austin che portò il Texas all'indipendenza. Dopo aver vinto la battaglia di Alamo, Santa Anna fu sconfitto a San Jacinto dall'Esercito texano, guidato da Sam Houston, e obbligato così a firmare i Trattati di Velasco, che garantivano al Texas di perorare la sua causa in seno al Governo messicano. Poiché Santa Anna era prigioniero al momento della firma, il Parlamento messicano non ratificò mai tali trattati. Nonostante l'opposizione del Governo, il Texas continuò la sua strada verso la completa indipendenza, venendo riconosciuto come Stato sovrano da Francia, Stati Uniti e Regno Unito, i quali avvertirono il Messico di non tentare azioni militari; viceversa il Messico minacciò di dichiarare guerra agli Stati Uniti se questi avessero annesso la Repubblica del Texas.

#### Il territorio

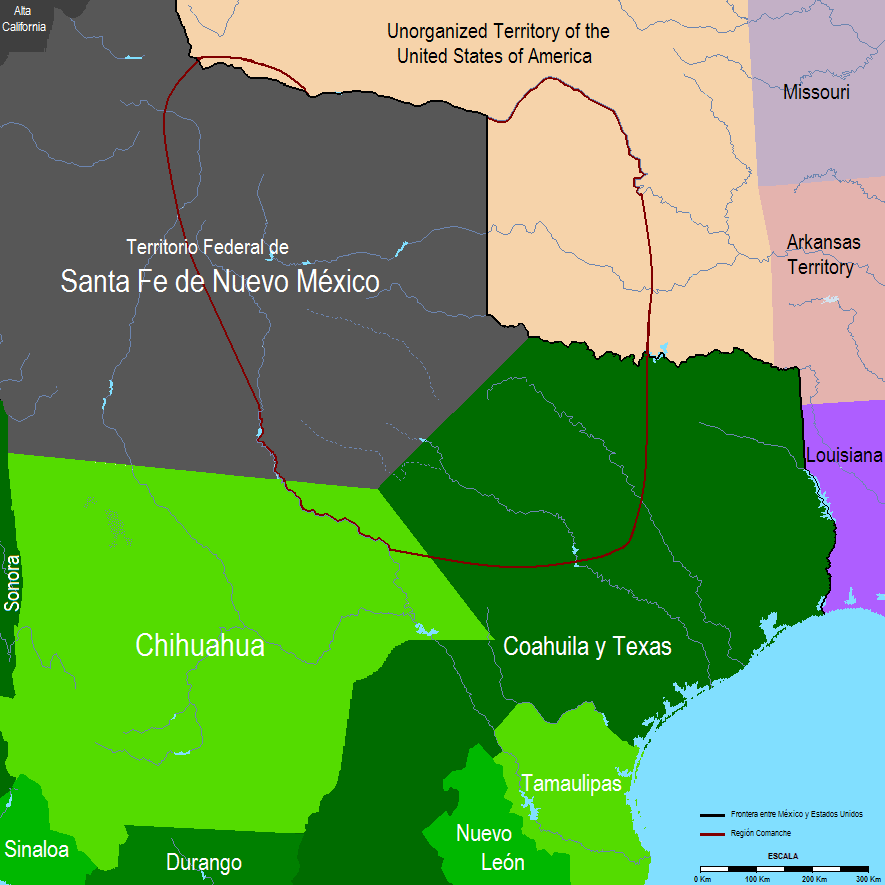
Territorio dei Comanche

Il Messico settentrionale era una zona scarsamente popolata a causa del clima e della topografia, principalmente desertico con scarse precipitazioni, tanto che l'agricoltura non vi si sviluppò mai. In aggiunta, dopo l'indipendenza, il Messico affrontò scontri intestini al limite della guerra civile e di conseguenza la questione della frontiera settentrionale non fu mai una priorità per il Governo. La fine del dominio spagnolo coincise poi con la fine del finanziamento ai presidios, le fortificazioni di confine, e ai doni fatti ai nativi per mantenere la pace. Conseguentemente, il territorio tornò nel caos e nella violenza che causarono la morte di molti messicani, bloccarono le comunicazioni e decimarono l'allevamento, la principale forma di sostentamento. Considerato ciò, la popolazione locale messicana poté fare ben poco per resistere alle forze statunitensi.
L'ostilità delle tribù indiane, aggiunta alla distanza dal cuore dello Stato, rese sempre più difficile comunicare e commerciare tra l'area centrale del Messico e le regioni dell'Alta California e del Santa Fe de Nuevo México. Queste province andarono quindi legandosi sempre più agli Stati Uniti, fino a dipendere economicamente da essi tramite il "sentiero di Santa Fe".

### L'influenza straniera in California

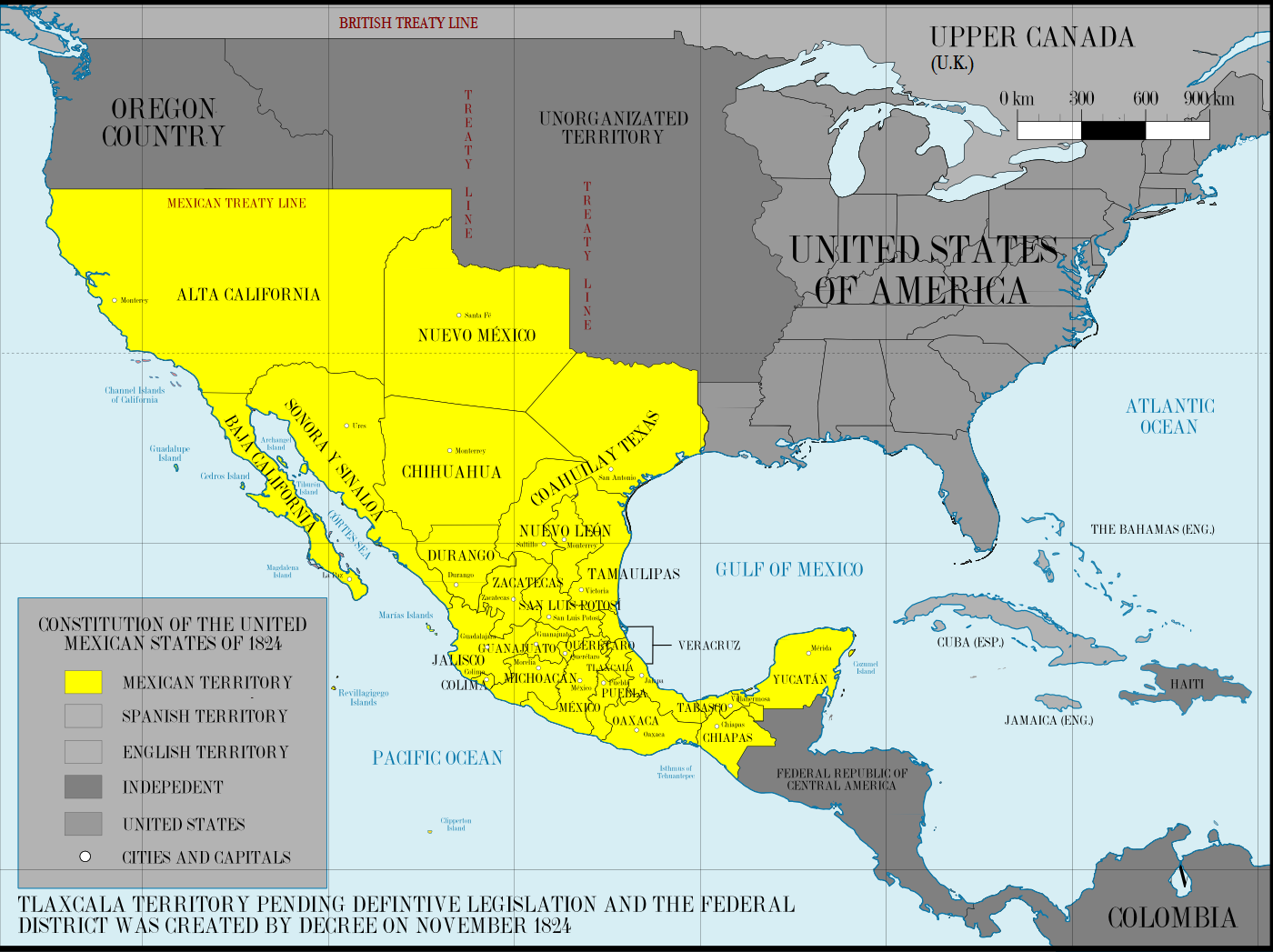
I confini del Messico nel 1824 con i confini spagnoli stabiliti nel trattato Adams-Onís del 1818

Il Destino manifesto statunitense si concentrò anche sull'espansione in direzione dell'Oceano Pacifico. Durante il dominio spagnolo, la California era poco abitata e quando il Messico ottenne l'indipendenza ridusse la presenza militare nella regione e chiuse le missioni. Nel 1842 Waddy Thompson jr., ambasciatore statunitense in Messico, affermò che quest'ultimo avrebbe potuto valutare la vendita dell'Alta California agli Stati Uniti come pagamento dei debiti che lo Stato aveva con i cittadini statunitensi e che comprarla avrebbe dato agli Stati Uniti influenza nel Pacifico, considerando inoltre che Francia e Regno Unito stavano osservando la regione con altrettanto interesse.
Il presidente John Tyler suggerì un accordo tra Stati Uniti, Messico e Regno Unito per risolvere la disputa sul confine dell'Oregon e la cessione del porto di San Francisco dal Messico. Lord Aberdeen, l'ambasciatore britannico, fece sapere che la Gran Bretagna non avrebbe partecipato ma che non si sarebbe opposta a eventuali acquisizioni statunitensi. L'ambasciatore britannico in Messico, Richard Pakenham, nel 1841 scrisse a Lord Palmerston sull'importanza di stabilire un insediamento in California, narrandone la bellezza e la ricchezza di risorse, avvisando inoltre dell'interesse degli Stati Uniti. Tuttavia, quando la lettera giunse a Londra, il Governo conservatore di sir Robert Peel rigettò la proposta considerandola costosa e potenzialmente fonte di conflitti armati.
Diversi californi erano a favore dell'annessione agli Stati Uniti o al Regno Unito, tra essi Pío Pico, l'ultimo governatore dell'Alta California messicana, favorevole all'unione con l'Impero britannico.

## Antefatti

### L'invio di truppe statunitensi in Texas
Nel luglio, 1845 il presidente James Knox Polk inviò al Messico una proposta per l'acquisto dell'Alta California e del Santa Fe de Nuevo México, chiedendo che fosse il fiume Rio Grande a marcare il nuovo confine. Al rifiuto messicano, Polk accentuò la pressione inviando truppe, al comando del generale Zachary Taylor, nel territorio conteso, tra i fiumi Nueces e Rio Grande. L'intento del presidente era di spingere i messicani a reagire scontrandosi con gli uomini di Taylor e dando al Congresso una motivazione per dichiarare guerra.
Dal punto di vista messicano, il confine tra Texas e Messico, definito dai Trattati di Velasco, era il fiume Nueces e non il Rio Grande, poiché fino ad allora, in Messico, il Rio Grande era chiamato Rio Bravo. Il Texas cercò di reclamare i territori a est del Rio Grande, con la Spedizione di Santa Fe del 1841, ma i componenti furono catturati e imprigionati dai messicani. Nell'atto di annessione, il Congresso omise che il confine meridionale del Texas fosse il Rio Grande per facilitarne la risoluzione dopo che al Senato non era passata. Il presidente Polk invece confermò il Rio Grande come confine e, quando in risposta i messicani inviarono truppe oltre il fiume, si creò una disputa sulla striscia di terra tra il Nueces e il Rio Grande.

### Le manovre del presidente Polk
A ottobre, il generale Taylor aveva presso il fiume Nueces 3 500 uomini pronti ad usare la forza per assicurare i terrori in disputa. Polk voleva proteggere il confine degli Stati Uniti e assicurare loro un collegamento diretto all'Oceano Pacifico. Nel contempo, inviò una lettera al console statunitense in Alta California, avvisandolo dell'interesse del Governo federale per la regione, assicurando supporto alla popolazione nel caso volesse separarsi dal Messico e avvertendo che non avrebbe accettato ingerenze francesi o britanniche. Nel frattempo, per evitare che i britannici potessero approfittare della situazione nella regione dell'Oregon Country, Polk firmò il Trattato dell'Oregon che divise il territorio tra statunitensi e britannici, allarmando alcuni oppositori politici che ritenevano che il presidente volesse espandere gli Stati Uniti solo verso sud.
Nell'inverno tra il 1845 e il 1846, l'esploratore con delega federale John Charles Frémont, con un gruppo di uomini armati, fece la sua apparizione in Alta California fingendo di essere in cerca di rifornimenti e di essere diretto in Oregon. Con la scusa di voler cercare una casa sul mare per la madre, esplorò l'odierna contea di Santa Cruz e la Salinas Valley. Le autorità messicane gli ordinarono quindi di lasciare la California e Frémont, per tutta risposta, si fermò sul monte Gavilon Peak (oggi Fremont Peak) dove costruì un forte. Infine lasciò la regione quando l'ambasciatore statunitense Larkin avvertì che le sue azioni erano controproducenti. Frémont tornò in California durante la guerra con il Messico per prendere il comando del Battaglione California, dopo la Bear Flag Revolt.
Nel novembre 1845, Polk inviò segretamente in Messico un rappresentante del Governo, John Slidell, con un'offerta da 25 milioni di dollari per l'acquisto del Texas – con il Rio Grande come confine – e le province dell'Alta California e del Santa Fe de Nuevo México. Volendo a tutti i costi prendere il controllo di uno sbocco sull'Oceano Pacifico e contrastare le ambizioni britanniche, Polk autorizzò Slidell a offrire il condono di 3 milioni di dollari di danni dovuti a cittadini statunitensi, a causa della guerra d'indipendenza messicana, a cui si aggiungevano tra i 25 e i 30 milioni di dollari in cambio delle due regioni.

### La risposta messicana
All'epoca però il Messico non solo non era intenzionato a negoziare, ma non ne era proprio in grado e, nonostante che tutta la politica fosse unita nell'opporsi alle aggressioni esterne, vi erano divisioni significative che minarono la condotta di guerra dell'esercito. Centralisti e federalisti, combatterono infatti più tra loro che contro gli Stati Uniti.
Prima e durante la guerra, si succedettero numerosi governi della durata di mesi, settimane o addirittura giorni, a dimostrazione del caos politico presente. Nel solo 1846, la presidenza cambiò quattro volte, il ministro della guerra sei volte e quello delle finanze sedici volte. La maggioranza della popolazione, e con essa ogni partito politico, riteneva che vendere i propri territori agli Stati Uniti avrebbe danneggiato gravemente l'onore della nazione e coloro che si opponevano a un conflitto con gli statunitensi, incluso il presidente José Joaquín de Herrera, venivano considerati dei traditori. De Herrera aveva accolto Slidell per risolvere pacificamente la questione del Texas e per questo fu accusato di tradimento e deposto dai militari, appoggiati dai media. Il successivo presidente, Mariano Paredes y Arrillaga, riaffermò le pretese messicane sul Texas e così Slidell tornò negli Stati Uniti.

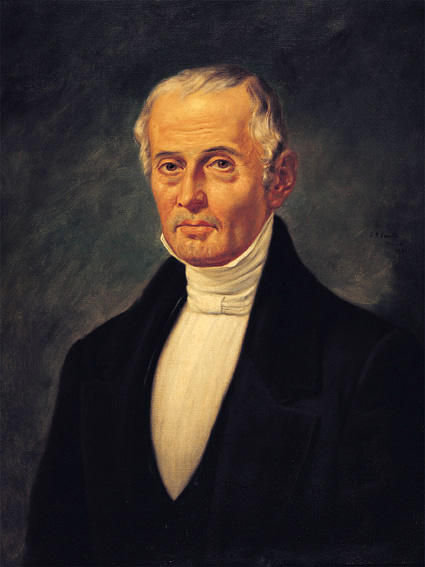
Valentín Gómez Farías

Paredes dopo sei mesi lasciò la presidenza per combattere nell'esercito e fu sostituito dal suo vice, Nicolás Bravo, che restò in carica circa un anno. Nell'agosto 1846, i liberali ripresero il potere per restaurare la Costituzione federale del 1824 e, per quasi cinque mesi, José Mariano Salas fu presidente. Il generale Santa Anna vinse le successive elezioni, ma lasciò la gestione amministrativa al suo vice, il liberale Valentín Gómez Farías, in carica fino al marzo 1847. In febbraio infatti, i conservatori si ribellarono al tentativo del governo liberale d'impossessarsi delle proprietà della Chiesa per pagare gli sforzi bellici. La rivolta vide la Chiesa e i conservatori pagare soldati per aizzarsi contro il Governo. Santa Anna dovette quindi interrompere la sua campagna militare e tornare a Città del Messico per risolvere la situazione, riprendendo la presidenza per circa due settimane. I conservatori volevano la rimozione di Gómez Farías e la loro richiesta fu accolta abolendo l'ufficio della vicepresidenza. Santa Anna tornò quindi al fronte, cedendo la presidenza a Pedro María Anaya, il cui incarico durò circa due mesi. Santa Anna tornò alla presidenza dal 20 maggio al 15 settembre 1847, quando Anaya lasciò l'incarico per affrontare l'invasione via mare statunitense. Dopodiché Santa Anna, lasciò nuovamente la presidenza per il fronte e Manuel de la Peña y Peña prese il suo posto fino a metà novembre. Con la capitale e parte dell'entroterra messicano sotto il controllo degli Stati Uniti, de la Peña y Peña lasciò l'incarico per negoziare e Anaya tornò alla presidenza fino al gennaio 1848. Anaya rigettò ogni trattato che prevedesse la cessione di territori agli Stati Uniti, nonostante la situazione fosse ormai tragica, così de la Peña y Peña dovette riprendere la guida del paese fino a giugno 1848, durante il quale fu firmato il Trattato di Guadalupe Hidalgo.

## Le forze in campo

### I messicani

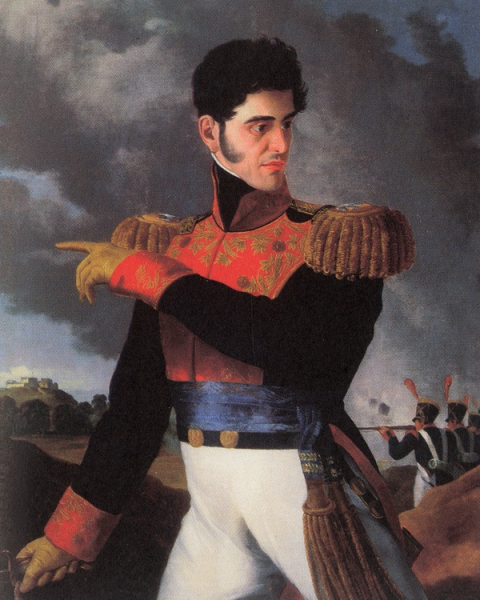
Il generale Antonio López de Santa Anna

All'epoca, l'esercito era un'istituzione con molti privilegi, retaggio dell'era coloniale, che gli dava giurisdizione in molti ambiti che lo riguardavano. In generale, i militari erano di sentimenti conservatori, favorevoli a un controllo centralizzato che mantenesse tali privilegi per sé e per la Chiesa cattolica. Nello specifico però, alcuni ufficiali esercitavano il controllo totale nelle aree di loro competenza, rifiutando il comando centralizzato mentre i politici più liberali, come il più volte presidente Gómez Farías, tentavano di ridurre il potere dell'esercito. Ad ostacolare i liberali ulteriormente, si verificarono una serie di eventi di cui l'esercito fu protagonista, come le rivolte in Tabasco, Yucatán e Texas, la guerra dei pasticcini e le incursioni dei nativi americani.
L'Esercito messicano uscì nel 1821 dagli undici anni della guerra di indipendenza come un'entità debole e divisa, che prima del conflitto con gli Stati Uniti dovette affrontare sfide interne ed esterne. Subito dopo l'indipendenza, la Spagna occupava ancora la fortezza costiera di San Juan de Ulúa e non riconosceva la sovranità del Messico, che perciò era ancora a rischio d'invasione. Nel 1829 gli spagnoli tentarono di riprendersi la loro colonia ma il generale Antonio López de Santa Anna riuscì a fermarli, divenendo un eroe nazionale.
In vista della guerra con gli Stati Uniti, dei diciannove stati della nuova federazione messicana, solo sette inviarono soldati, armamenti e finanziamenti poiché la giovane nazione non aveva ancora sviluppato un senso di unità nazionale. I soldati inoltre non erano in grado di dar vita a forze combattive efficaci, tanto che lo stesso Santa Anna disse che "i leader dell'esercito fecero del loro meglio per addestrare i volontari ma non riuscirono a ispirare loro il senso di patriottismo per la gloriosa nazione che stavano servendo". L'ufficiale Manuel Balontín invece criticò Santa Anna per l'inadeguatezza delle truppe, dell'artiglieria, della pianificazione militare e sulla mancanza di comunicazione con gli ufficiali, mentre il politico liberale Lucas Alamán affermò che "il denaro speso per armare le truppe messicane a malapena diede loro la possibilità [ai militari] di combattersi l'un l'altro e "dare l'illusione" che il Paese avesse un esercito per la difesa".
All'inizio del conflitto, le forze regolari messicane contavano dodici reggimenti di fanteria, tre brigate di artiglieria, otto reggimenti di cavalleria, più uno squadrone e una brigata autonomi di dragoni. Le unità miliziane invece contavano nove reggimenti di fanteria e sei di cavalleria. Nel Messico settentrionale, compagnie di presidio formavano l'unica difesa per gli insediamenti. Anche le donne parteciparono attivamente al conflitto, seppur non combattendo, in particolare nelle battaglie di Città del Messico e di Monterey.
Uno dei fattori decisi del conflitto fu l'inadeguatezza degli armamenti. I messicani infatti utilizzavano ancora moschetti britannici dell'epoca napoleonica, come il Brown Bess. Nonostante che ad inizio conflitto la maggior parte dei soldati statunitensi usasse ancora moschetti a pietra focaia, come lo Springfield 1816, successivamente vennero introdotti armi a percussione, come lo Springfield 1841 e il revolver Colt, divenuto poi famoso per essere l'arma dei Texas Ranger.
Le diserzioni furono un altro problema serio per l'esercito messicano, soprattutto quelle antecedenti le battaglie. Molti dei soldati infatti erano agricoltori e la loro lealtà non andava ai generali che li avevano arruolati, bensì al loro villaggio e alla loro famiglia, cui cercavano di fare ritorno. Spesso affamati, malati, male equipaggiati, male addestrati e mai ben pagati, i soldati erano disprezzati dai propri ufficiali e avevano ben pochi motivi per combattere le forze d'invasione statunitensi. A conferma di ciò, lo stesso futuro generale statunitense Ulysses S. Grant denotò la pessima situazione dell'esercito messicano, affermando inoltre che a quarant'anni di distanza – al momento della scrittura delle memorie – la situazione messicana era radicalmente cambiata e un conflitto analogo per gli Stati Uniti sarebbe stato impossibile da vincere.

### Gli statunitensi

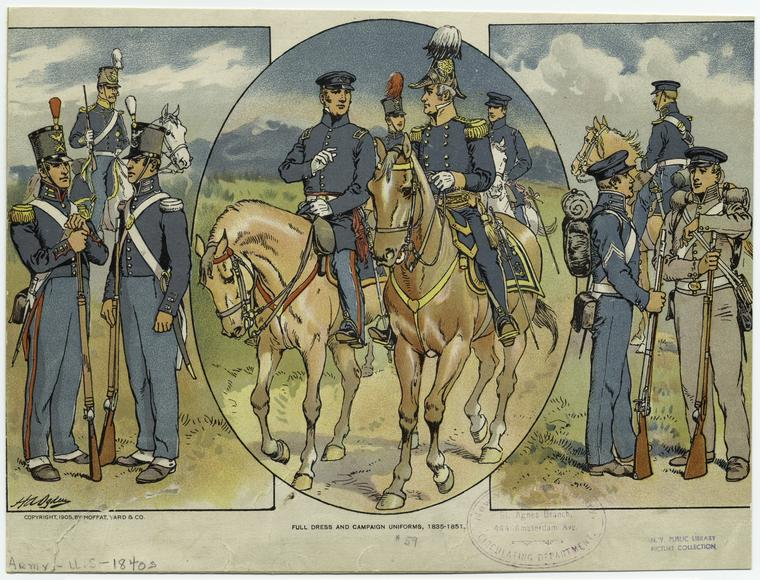
Uniformi statunitensi nel 1840

James Knox Polk aveva promesso di espandere i confini della nazione in Oregon e Texas ma l'Esercito statunitense non era in grado di sostenere un conflitto su due fronti, perciò si accordò con i britannici sull'Oregon per poter concentrare le forze nell'espansione a sud-ovest.
Gli statunitensi misero in campo reggimenti di soldati regolari e svariati reggimenti, battaglioni e compagnie di volontari, anche messicani che vivevano in Alta California e nel Santa Fe de Nuevo México. Sulla costa occidentale, la Marina statunitense aveva a disposizione un battaglione di marinai quando fu necessario rioccupare Los Angeles. Nonostante che Esercito e Marina avessero dimensioni ridotte allo scoppio del conflitto, gli ufficiali erano ben addestrati e il numero di arruolati era sufficientemente grande in confronto alla controparte. Gli Stati Uniti possedevano otto reggimenti di fanteria, quattro d'artiglieria e tre di cavalleria, a cui se ne aggiunsero dieci di nuovi – nove di fanteria, uno di cavalleria – creati con un atto del Congresso per la durata di un anno, l'11 febbraio 1847.
Nonostante Polk sperasse in una guerra breve, il conflitto mise alla prova le risorse dell'Esercito, il quale ebbe bisogno di reclutare volontari con un arruolamento di durata variabile da tre mesi fino ad un anno e, in quest'ultimo caso, il congedo arrivò proprio quando il generale Winfield Scott stava per catturare Città del Messico. Molti decisero di non continuare, rischiando malattie, ferite o la morte, attirando così su di sé dubbi relativi al patriottismo, seppur ufficialmente non fossero disertori. Per di più, i volontari erano molto meno disciplinati dei regolari e commisero diversi attacchi alla popolazione civile, a volte sotto spinte anticattoliche o antimessicane, come è spesso rintracciabile nei diari di soldati e ufficiali. Lo stesso coniatore del termine "destino manifesto", John L. O'Sullivan, riporta casi di crimini e abusi, tanto da arrivare al punto che il generale Taylor dovette rispedire a casa un gruppo di volontari della Louisiana. Il generale Grant invece esaltò i regolari per la loro professionalità e disciplina, tanto da essere in grado di vincere le prime battaglie anche in inferiorità numerica, aggiungendo che i volontari diventarono buoni soldati grazie ai loro ottimi ufficiali, che provenivano dall'esercito regolare.

## Lo scoppio della guerra

### Le prime schermaglie
Il generale Taylor eseguì l'ordine di portare le sue forze a sud, fino al Rio Grande, ignorando le richieste messicane di ritirarsi a nord del fiume Nueces. Fece costruire invece un forte, Fort Texas, sulla sponda del Rio Grande, proprio di fronte alla città messicana di Matamoros. I messicani risposero con immediatezza e, il 25 aprile 1846, 2 000 uomini di cavalleria agli ordini del generale Mariano Arista attaccarono 70 soldati statunitensi di pattuglia al comando del capitano Seth Thornton. In quello che fu noto come l'incidente di Thornton, la cavalleria messicana spinse alla ritirata gli statunitensi, uccidendo 11 uomini. Polk definì l'accaduto un attacco e un'invasione del territorio degli Stati Uniti chiedendo al Congresso di dichiarare guerra. In seguito, l'allora giovane deputato del partito Whig Abraham Lincoln contestò le affermazioni del presidente Polk definendo le sue parole "un'audace falsificazione della storia". Pure l'allora tenente Ulysses S. Grant, nelle memorie che scrisse decenni dopo confermò che le manovre statunitensi avevano l'intento di far sì che il primo attacco venisse dai messicani, in modo da delegittimare gli avversari politici che si opponevano al conflitto.

### I primi scontri in Texas
Il 3 maggio il generale Arista mise sotto assedio Fort Texas. L'artiglieria messicana a Matamoros aprì il fuoco e quella statunitense a Fort Texas rispose. Lo scambio di colpi continuò per centosessanta ore attenuandosi man mano che le forze assedianti circondavano il forte. Complessivamente, tredici soldati statunitensi rimasero feriti e due furono uccisi; il forte venne più tardi rinominato Fort Brown, dal nome di una delle due vittime, Jacob Brown.

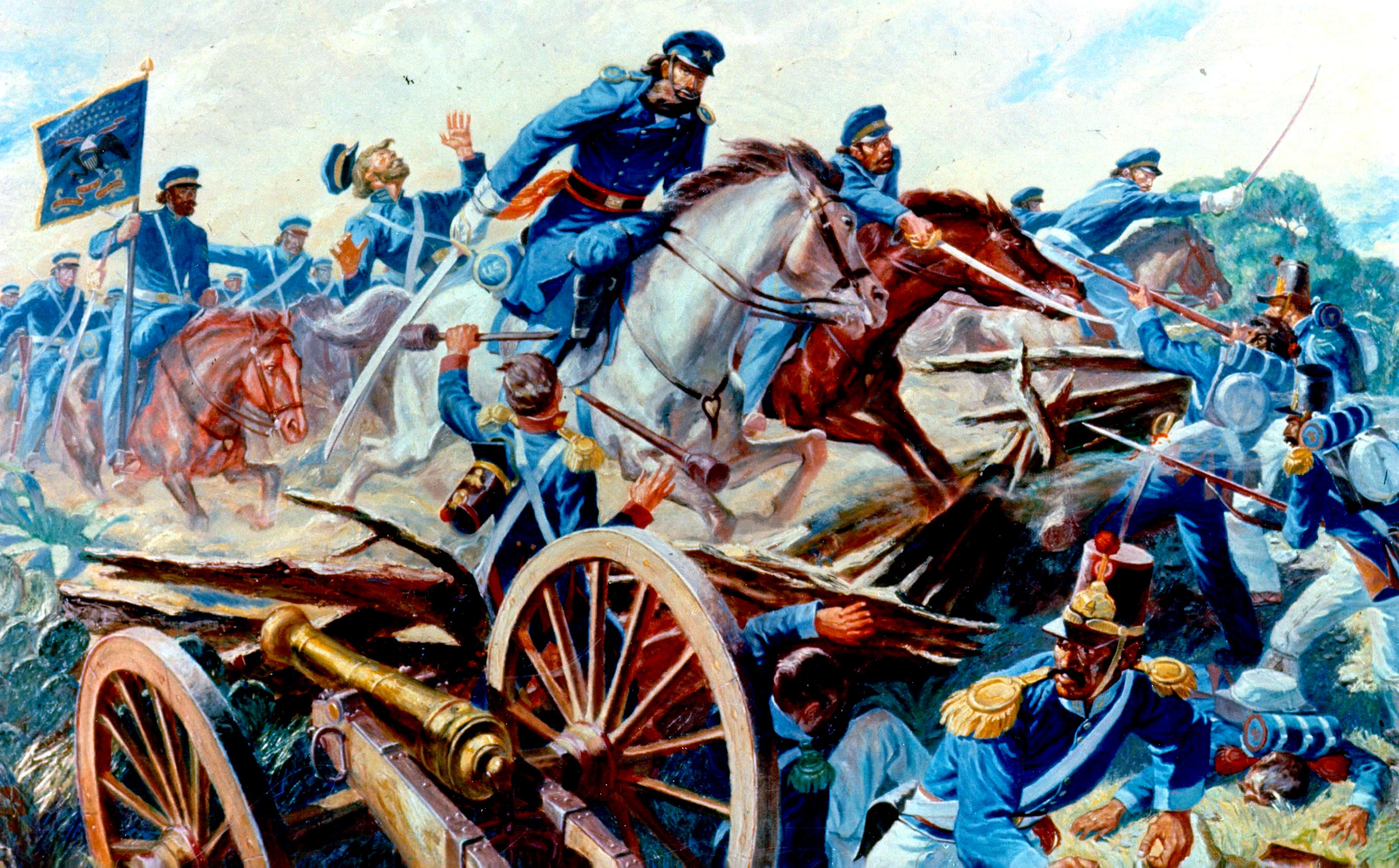
Cavalleria statunitense assalta l'artiglieria messicana nella battaglia di Reseca de la Palma

L'8 maggio giunse in soccorso il generale Taylor con 2 400 uomini. Arista però non si fece sorprendere e si diresse a nord con mille soldati in più, intercettandolo vicino all'odierna Brownsville dove i due schieramenti si scontrarono nella battaglia di Palo Alto. Durante lo scontro fu evidente la differenza di mezzi che i due eserciti erano in grado di mettere in campo, con gli statunitensi che utilizzarono con effetti devastanti la loro artiglieria a cavallo, mentre i cannoni messicani sparavano così lentamente che i loro colpi potevano essere evitati. Probabilmente demoralizzati dall'artiglieria statunitense, nella notte i messicani si ritirarono cercando un terreno a loro più favorevole. Lo trovarono in una resaca, una lanca tipica di quell'area del Texas.
Nella battaglia di Resaca de la Palma, il giorno seguente, i soldati s'incrociarono in scontri corpo a corpo, finché la cavalleria statunitense non catturò l'artiglieria messicana, obbligando gli uomini di Arista a una ritirata che divenne ben presto una rotta. L'incidente di Thornton, l'assedio di Fort Brown e queste due battaglie ebbero tutti luogo prima dell'instaurazione dello stato di guerra da parte di entrambe le nazioni.

### Le dichiarazioni di guerra
Territorio conteso
     Stati Uniti fino al 1848
     Messico dopo il 1848
     Territorio ceduto con il Trattato di Guadalupe Hidalgo

Panoramica delle manovre militari durante la guerra
Territorio conteso
Stati Uniti fino al 1848
Messico dopo il 1848
Territorio ceduto con il Trattato di Guadalupe Hidalgo

Già il 23 aprile 1846, il presidente messicano emanò un proclama dichiarando che, se necessario, il Messico avrebbe intrapreso una "guerra difensiva" contro gli Stati Uniti. L'effetto complessivo dell'incidente di Thornton con il rifiuto messicano alle proposte di Slidell costituì, secondo Polk, un casus belli. Nel suo messaggio al Congresso dell'11 maggio, il presidente affermò che "il Messico aveva oltrepassato il confine degli Stati Uniti, invaso il nostro territorio e versato sangue americano su suolo americano".
Il Congresso degli Stati Uniti dichiarò guerra al Messico il 13 maggio 1846, dopo un dibattimento durato poche ore con i democratici molto favorevoli al conflitto. Sessantasette whig votarono contro la guerra relativamente ad un emendamento sulla schiavitù, tuttavia nell'ultimo passaggio solo quattordici confermarono il voto, incluso John Quincy Adams.
In Messico, nonostante la dichiarazione d'intento del 23 aprile e la successiva emanazione di un manifesto da parte del presidente Paredes del 23 maggio, entrambi considerati di fatto dichiarazioni di guerra, il Congresso messicano ufficializzò lo stato di guerra solo il 7 luglio 1846.

### Il ritorno del generale Santa Anna
Il Governo liberale messicano aveva esiliato Santa Anna nella colonia spagnola di Cuba. Allo scoppio della guerra, il generale fece sapere al Governo che non voleva tornare alla presidenza, tuttavia sarebbe tornato per mettere in campo la sua esperienza militare e riprendere il Texas. Disperato, il presidente Gómez Farías accettò. All'insaputa del presidente, Santa Anna aveva segretamente negoziato con l'inviato di Polk, Alexander Slidell, la vendita del territorio conteso, alla condizione che gli fosse prima concesso di tornare in Messico attraverso il blocco navale statunitense. La segretezza impedì di avere un qualunque documento scritto riguardo alle trattative, l'unica prova di questo possibile accordo è la richiesta fatta da Polk al Congresso per due milioni di dollari da usare per negoziare un trattato con il Messico. Alla fine, come da accordi, gli Stati Uniti permisero a Santa Anna di fare ritorno in patria, dove il generale però negò ogni cosa, persino l'aver ricevuto denaro. Lo sgomento americano è esternato dal generale Scott: "Santa Anna gongolò sull'ingenuità dei suoi nemici [dicendo]: 'Gli Stati Uniti sono stati ingannati dal credere che sarei stato in grado di tradire la mia madre patria'".
A questo punto, Santa Anna evitò di farsi coinvolgere nella politica concentrandosi sulla difesa del Messico. Mentre i politici tentavano di ridurre le fratture della nuova Repubblica federale, il generale raggiunse il fronte per recuperare i territori settentrionali perduti. Nonostante non volesse prendere parte alle iniziative politiche, venne comunque eletto presidente nel 1846 ma lasciò il compito di governare al suo vice, mentre lui si apprestava ad affrontare le forze del generale Zachary Taylor. Tuttavia, proprio a causa della nuova Costituzione federale, alcuni Stati messicani che Santa Anna stesso aveva sottomesso un decennio prima si rifiutarono di supportare la sua campagna militare. Santa Anna allora fece pressione su Gómez Farías affinché agisse in modo dittatoriale facendogli avere uomini e materiale per condurre la guerra. Il vice presidente, quindi, obbligò la Chiesa cattolica a prestare denaro allo Stato per sovvenzionare l'esercito di Santa Anna, che tuttavia non fu pronto in tempo per affrontare gli uomini di Taylor.

## Le reazioni negli Stati Uniti

### Gli oppositori al conflitto
Negli Stati Uniti l'opinione pubblica si spaccò in due relativamente alla guerra, in schieramenti che divennero un elemento fondamentale per le origini della guerra di secessione americana. I whig, sia nel Nord che nel Sud, si opponevano mentre tutti i democratici erano a favore. I democratici nel Sud, in particolare, vedevano nel destino manifesto l'opportunità di estendere i territori statunitensi in favore della schiavitù, per non essere schiacciati dalla crescente forza del Nord. Riguardo a ciò John L. O'Sullivan, editore del Democratic Review, disse che era il loro "destino manifesto [quello] di popolare il continente, assegnatoci dalla Provvidenza, per il libero sviluppo di milioni [di individui] che si moltiplicano annualmente".
Uno dei più strenui oppositori al conflitto invece fu l'ex presidente John Quincy Adams. In precedenza si era già detto contrario all'annessione del Texas, all'indomani della sua indipendenza, cosa che ribadì nel 1846 stavolta relativamente alla guerra con i messicani. Le sue motivazioni risiedevano nel non voler permettere che il fronte schiavista della nazione si espandesse ulteriormente, tanto che fu uno dei pochi whig a confermare il voto contro la dichiarazione di guerra. Nonostante l'opposizione, successivamente votò a favore degli stanziamenti economici per la guerra.

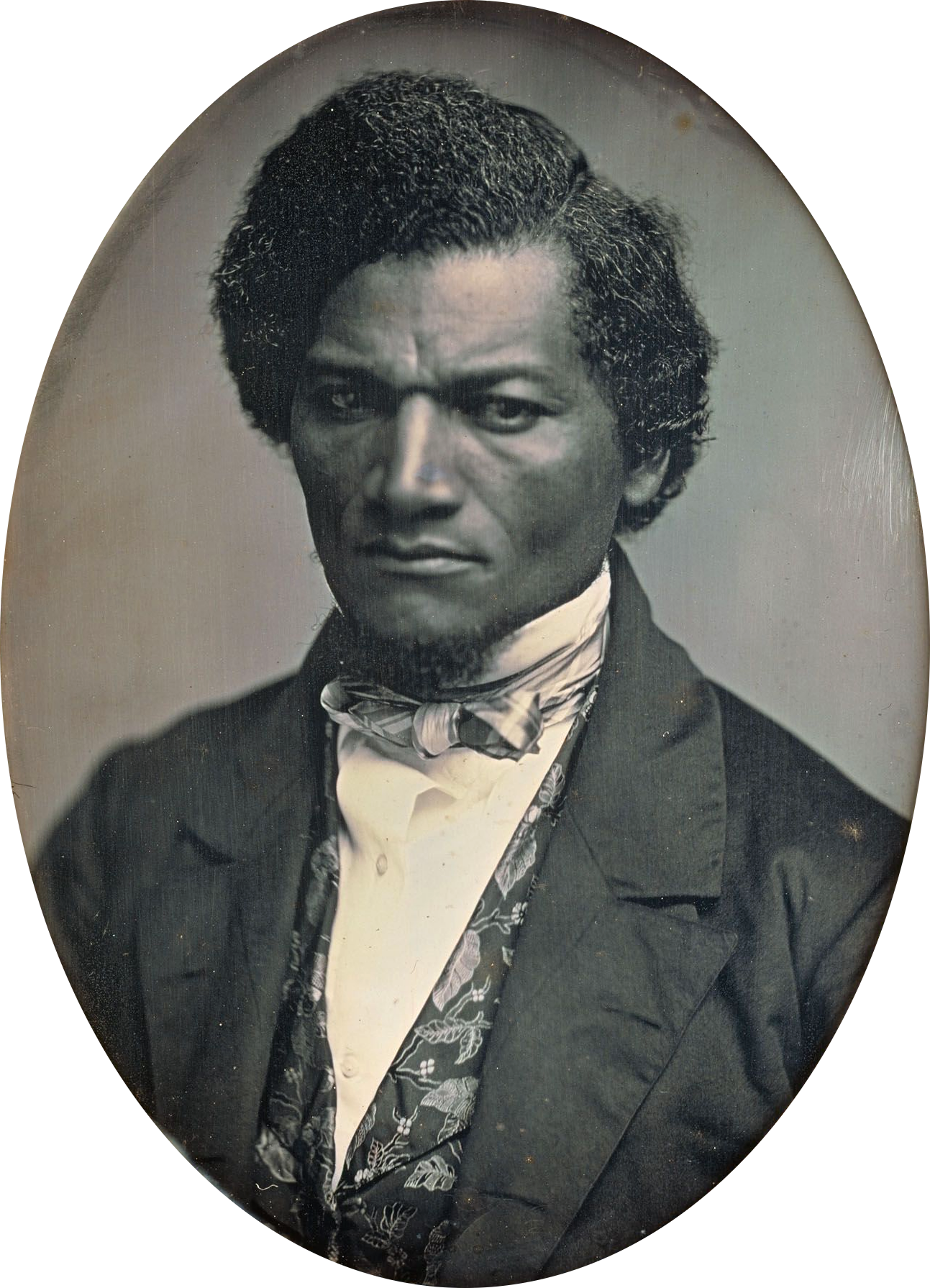
Frederick Douglass in una dagherrotipia realizzata da Samuel J. Miller, 1847-1852

Anche l'ex schiavo Frederick Douglass si oppose alla guerra, costernato dalla debolezza del movimento contrario al conflitto, tanto da affermare: «La determinazione del nostro presidente possessore di schiavi e la sua probabilità di successo nello strappare alla gente uomini e soldi per portarla avanti, è resa evidente dall'opposizione gracile schierata contro di lui. Nessuno sembra disposto a prendere posizione in favore della pace a qualunque costo».
Polk era solitamente in grado di spostare i whig in favore delle sovvenzioni di guerra, ma solo dopo aver avviato le procedure burocratiche e adducendo false azioni militari da parte dei messicani. Tuttavia, Joshua Giddings guidò un gruppo di irriducibili contro «una guerra ingiusta, blasfema e di aggressione» contro il Messico, votando contro il rifornimento di uomini e armi. Giddings affermò: «Nell'omicidio di messicani sul loro suolo, o nel privarli dei loro territori, io non posso prendervi parte né ora né mai. La colpa di questi crimini deve cadere su altri. Io non parteciperò a tutto ciò».

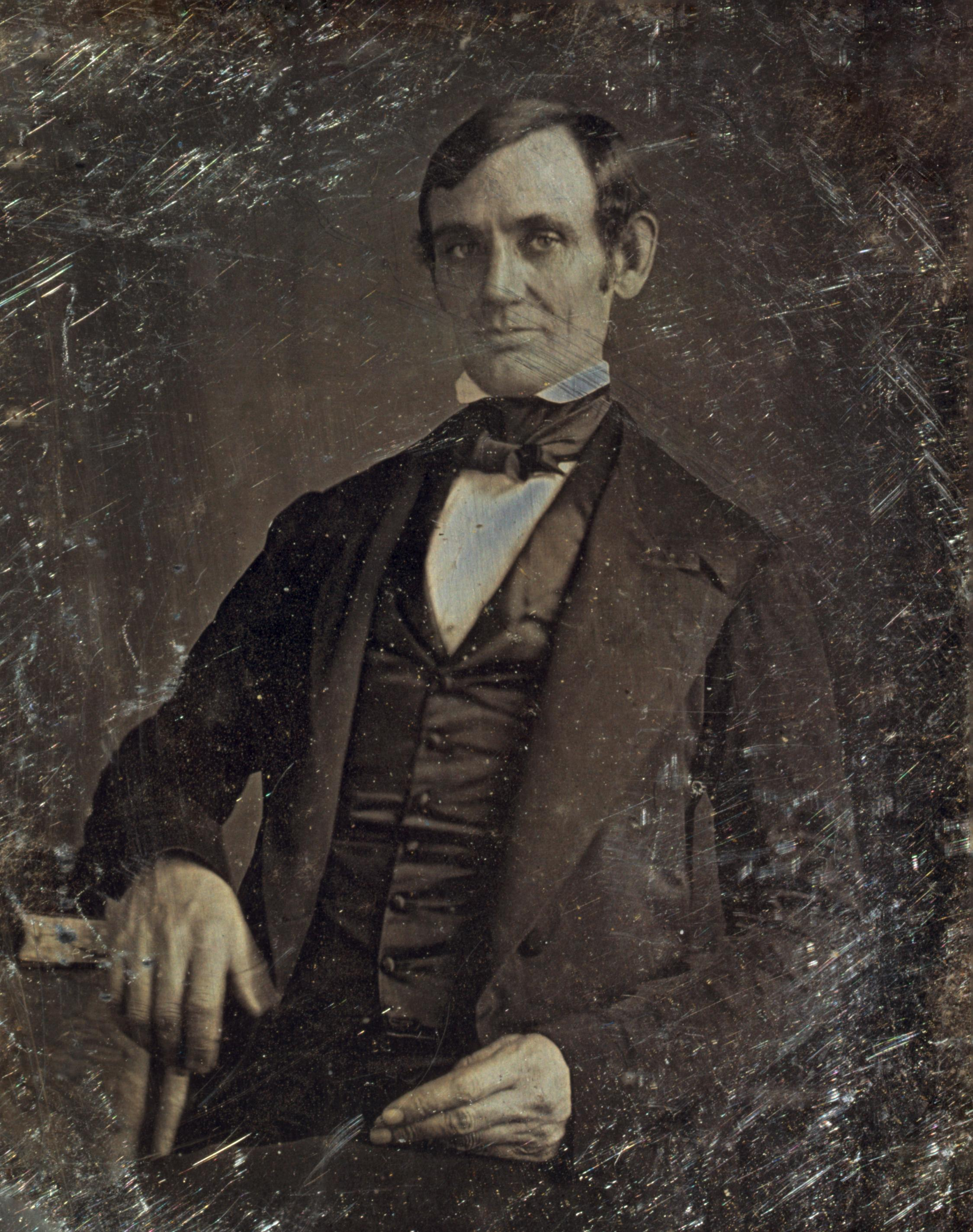
Abraham Lincoln, dagherrotipia di Nicholas Shepherd del 1846

Abraham Lincoln oltre a contestare la frase di Polk sul sangue americano versato su territorio americano, sottoscrisse otto risoluzioni, chiedendo a Polk di dire al Congresso quale fosse l'esatta posizione dell'attacco agli uomini di Thornton, del sangue statunitense versato e di chiarire se tale posizione fosse realmente territorio americano, o fosse reclamato da Spagna e Messico; ma Lincoln fu poi uno di quelli che non si oppose ai finanziamenti di guerra. Altri importanti esponenti dei whig, come Thomas Corwin e Robert Toombs, si opposero con fermezza, ritenendo ingiusta la guerra.

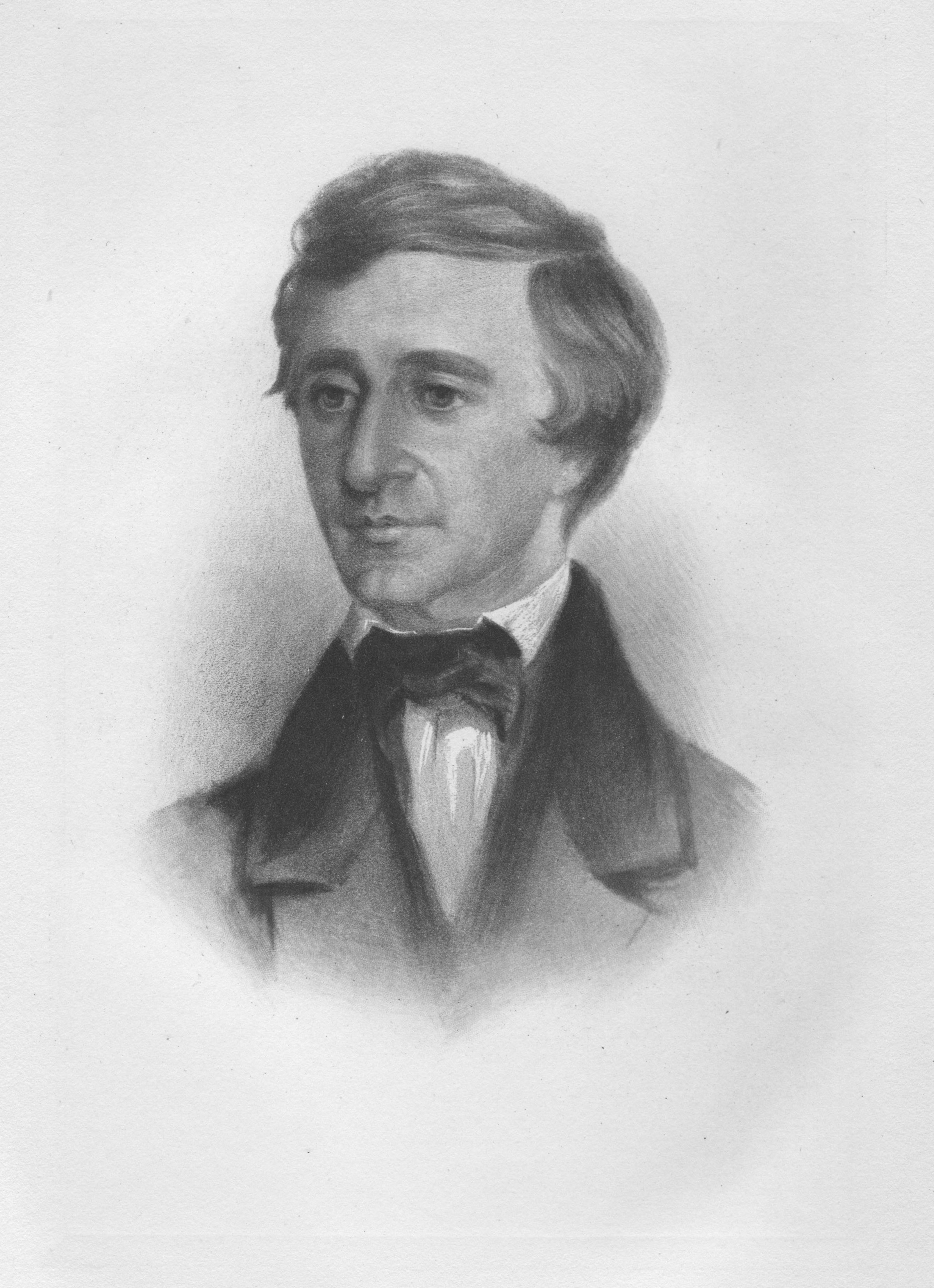
Henry David Thoreau

Anche artisti e scrittori esternarono la loro opposizione. Gli scrittori trascendentali Henry David Thoreau e Ralph Waldo Emerson attaccarono apertamente la guerra, il primo scrivendo Disobbedienza civile, dove la definisce una guerra «voluta da relativamente poche persone che si servono del governo per i loro interessi»; il secondo affermando profeticamente che «gli Stati Uniti conquisteranno il Messico, ma sarà come un uomo che ingoia l'arsenico che, a sua volta, lo abbatterà. Il Messico ci avvelenerà». L'espansione dei territori schiavisti infatti avrebbe alimentato le fiamme della guerra civile.
Per stemperare la tensione, il deputato democratico David Wilmot propose il divieto di estendere la schiavitù ai territori che sarebbero stati acquisiti dal Messico; la sua proposta passò alla Camera dei rappresentanti, ma non al Senato.

### I favorevoli
Oltre a sostenere che le azioni delle forze militari messicane nei territori contesi costituivano un attacco agli Stati Uniti, i favorevoli al conflitto consideravano il Santa Fe de Nuevo México e l'Alta California parte del Messico solo nominalmente e con flebili legami con lo Stato e l'economia messicani. Consideravano inoltre quei territori come inabitati, non governati e con frontiere indifese, la cui popolazione non nativa, dove ve ne era, presentavano una sostanziale componente statunitense. Infine, temevano un'imminente occupazione da parte dell'Impero britannico.
Il presidente Polk riprese questi argomenti nel suo terzo messaggio annuale al Congresso il 7 dicembre 1847. In esso specificò dettagliatamente anche la posizione della sua amministrazione sulle cause del conflitto, le misure adottate per evitare le ostilità e la motivazione per cui è stata dichiarata guerra. Aggiunse inoltre che l'insolvenza del Messico nel ripagare i cittadini statunitensi dei danni causati dalla guerra d'indipendenza messicana può essere compensata realisticamente con ampie cessioni di territori. Tali motivazione strinsero i democratici eletti al Congresso dalla sua parte, assicurando il passaggio di misure per il supporto della guerra.
In seguito alla firma del Trattato di Guadalupe Hidalgo nel 1848, Polk sperava di poter inviare truppe nello Stato messicano dello Yucatán, dov'era in corso un conflitto tra secessionisti e lealisti, ma il Congresso rigettò la sua richiesta. La guerra con il Messico si pensava sarebbe stata breve e quasi indolore invece non fu né l'una né l'altra cosa e il Congresso non era più disposto a supportare ulteriori ostilità.

### I media

War News from Mexico (Notizie di guerra dal Messico), opera del 1848 di Richard Caton Woodville

Il conflitto fu molto seguito negli Stati Uniti dalla stampa popolare, i penny press, e fu la prima guerra in terra straniera seguita dai mass media statunitensi, nonché la prima in cui vi erano corrispondenti statunitensi. In tutto il Paese, la maggior parte della stampa si espresse in supporto al conflitto portando ampio interesse tra il pubblico. In Messico, i giornalisti locali e quelli statunitense subirono una censura, prima dal Governo messicano e poi dall'esercito americano.
Walt Whitman si espresse a favore della guerra e del destino manifesto già nel 1846. Disdegnato dalle attitudini dei messicani scrisse: "Cosa il miserabile, inefficiente Messico – con la sua superstizione, la sua caricatura della libertà, la sua reale tirannia dei pochi sui molti – cosa se ne deve fare della grande missione di popolare il nuovo mondo con una nobile razza? Che sia nostro, per compiere quella missione!"
L'interesse della stampa per la guerra fu uno sviluppo importante per il giornalismo statunitense, a cui si aggiunse la pubblicazione delle lettere scritte dai soldati, dando agli Stati Uniti "la loro prima copertura mediatica indipendente di una guerra, in patria o all'estero". D'aiuto fu la recente invenzione del telegrafo che permise ai reporter di tenere informata la popolazione americana costantemente. Uno dei più importanti giornalisti al fronte fu George Wilkins Kendall, che lavorò per il New Orleans Picayune e la cui opera Dispatches from the Mexican War costituisce un'importante fonte primaria del conflitto. Con poco più di un decennio di esperienza nel raccontare solitamente crimini urbani, gli editori dei penny press realizzarono quanto fosse grande l'interesse del pubblico per le guerre e furono in grado di sfamare questo interesse solo grazie ai cambiamenti nella stampa avvenuti negli anni precedenti il conflitto. Fu anche la prima volta nella storia degli Stati Uniti che le opinioni del pubblico venivano condizionate di più dai resoconti dei giornalisti che non dai discorsi dei politici. Inoltre, assieme alle testimonianze scritte, la popolazione aveva a disposizione le opere di artisti, come Carl Nebel, che diedero una dimensione visiva alla guerra all'epoca dei fatti e nel periodo successivo.
Grazie ai resoconti dal fronte, gli statunitensi iniziarono a provare un sentimento di unione e di appartenenza ad una comunità, che generavano uno straordinario eccitamento al sopraggiungere delle notizie. Un esempio si ebbe nella primavera del 1846 quando, alla vittoria del generale Taylor nella battaglia di Palo Alto, una folla numerosa si radunò nella cittadina di Lowell, in Massachusetts. Un altro esempio si ebbe a Chicago nell'aprile 1847, con i cittadini che si radunarono per festeggiare la vittoria a Buena Vista. A New York si festeggiò la doppia vittoria a Veracruz e Buena Vista nel maggio 1847, persino con fuochi d'artificio. I generali Taylor e Scott divennero eroi e, in seguito, entrambi candidati alla presidenza. Alla fine Polk assistette, come atto finale della sua presidenza, all'inaugurazione di Taylor come suo successore e 12º Presidente degli Stati Uniti.

## Le campagne settentrionali
Dopo la dichiarazione di guerra del 13 maggio 1846, gli Stati Uniti invasero i territori messicani lungo due principali direttrici, una verso sud e una verso ovest. I primi scontri si ebbero inevitabilmente nell'area del Texas, dopo i quali gli statunitensi riuscirono ad espandere il loro controllo al di là dei territori contesi. In circa sei mesi, l'Esercito statunitense catturò tutto il Messico settentrionale, spingendosi a sud fino a Monterrey. Il Dipartimento della guerra degli Stati Uniti d'America aveva inoltre inviato un'unità di cavalleria, agli ordini del generale Stephen Watts Kearny, a invadere gli odierni Stati del Nuovo Messico e dell'Arizona, per poi dirigersi infine in California. Le forze statunitensi nel fronte californiano ricevettero il supporto della Flotta del Pacifico, comandata dal commodoro John Drake Sloat, soprattutto per impedire un intervento britannico nella regione.

### Il Territorio del Nuovo Messico
Il generale Stephen Kearny partì nel giugno 1846 da Fort Leavenworth, in Kansas, alla volta del sud-ovest con i circa 1 700 uomini dell'Esercito dell'Ovest e con l'ordine di assicurarsi i territori del Santa Fe de Nuevo México e dell'Alta California.
A Santa Fe, il governatore Manuel Armijo voleva evitare la battaglia, tuttavia il 9 agosto, tre giovani preti cattolici Diego Archuleta, Manuel Chaves e Miguel Pino, rispettivamente il comandante dell'esercito regolare e due ufficiale della milizia, lo obbligarono a organizzare le difese. Armijo quindi fece preparare una postazione difensiva nel Canyon degli Apache, uno stretto passo 16 km a sud-est della città, ma, il 14 agosto, prima ancora che gli statunitensi fossero in vista, cambiò idea. Uno statunitensi di nome James Magoffin affermò di aver convinto Armijo e Archuleta a desistere dal combattere oppure secondo una storia non verificata Magoffin avrebbe corrotto Armijo. Quando Pino, Chaves a altri miliziani insistettero per combattere, Armijo ordinò di puntare i cannoni contro di loro; infine l'esercito regolare tornò in città, mentre Armijo si diresse nello Stato del Chihuahua.

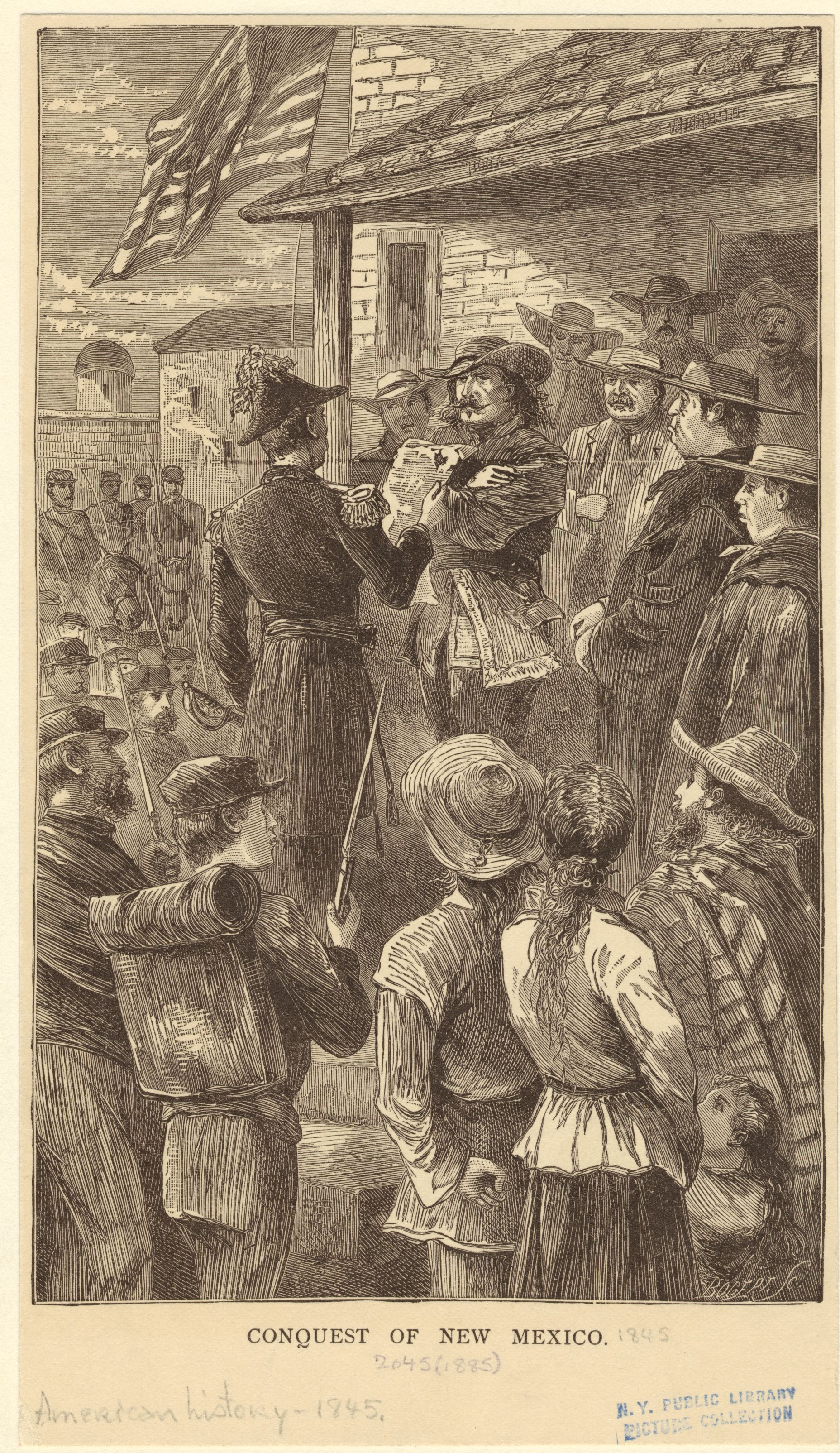
Il generale Kearny mentre divulga a Santa Fe l'atto di annessione del Nuovo Mexico e dell'Arizona in un'opera del 1882

Kearny e i suoi uomini non incontrarono resistenza quando giunsero il 15 agosto e entrarono a Santa Fe reclamando per gli Stati Uniti i territori del Nuovo Messico. Il 18 agosto Kearny si proclamò Governatore militare del Territorio del Nuovo Messico – corrispondente al Nuovo Messico e all'Arizona – e formò un governo civile provvisorio. Gli ufficiali statunitensi che avevano studiato legge disegnarono un sistema legale temporaneo per questo territorio, chiamato Codice Kearny.
Kearny condusse poi il grosso delle sue forze verso l'Alta California. In Nuovo Messico lasciò al comando l'allora colonnello Sterling Price e come Governatore territoriale Charles Bent. Una volta partito, a Santa Fe dei dissidenti organizzarono una rivolta per il giorno di Natale, ma essa fu rinviata quando le autorità statunitensi scoprirono i loro piani. Per aver maggior probabilità di successo, i rivoltosi radunarono alleati anche tra i nativi, inclusi i pueblo, tutti accomunati dal desiderio di cacciare gli statunitensi da quei territori. La mattina del 19 gennaio 1847, i dissidenti scatenarono una rivolta presso Don Fernando de Taos – l'odierna Taos, in Nuovo Messico – che divenne nota negli Stati Uniti con il nome di Rivolta di Taos. A capo della ribellione vi erano il messicano Pablo Montoya e l'indiano Tomás Romero.
Raggiunta la casa del Governatore, i ribelli irruppero nell'abitazione e lo uccisero. Il giorno seguente, circa 500 rivoltosi assaltarono un mulino presso la località di Arroyo Hondo. Dopo una giornata di scontri, degli 8, forse 10, difensori soltanto due sopravvissero e riuscono a fuggire con il favore delle tenebre. Lo stesso giorno, i ribelli messicani uccisero 8 commercianti statunitensi di passaggio a Mora, portando ad un totale di circa 15 statunitensi morti nel solo 20 gennaio.
L'Esercito degli Stati Uniti, avvisato da uno degli uomini del mulino partito non appena avvistati i messicani, si mosse con celerità. Il colonnello Price inviò 300 soldati a Taos, assieme a 65 volontari, tra cui alcuni messicani, al comando di Ceran St. Vrain, un uomo d'affari del posto. Lungo il viaggio, gli statunitensi respinsero i ribelli nella battaglia della Cañada – presso la località allora nota come Santa Cruz de la Cañada – e di Passo Embudo, obbligandoli a ripiegare al pueblo di Taos dove si rifugiarono nella chiesa, protetti da muri di mattone molto spessi. Nell'assedio che seguì, le forze statunitensi aprirono una breccia nella chiesa con il fuoco diretto dei cannoni, uccidendo circa 150 ribelli, ferendone molti altri e, dopo uno scontro corpo a corpo, catturando i restanti 400 uomini. Gli statunitensi avrebbero perso solo 7 soldati.
Un altro gruppo di soldati statunitensi, agli ordini dei capitani Israel R. Hendley e Jesse I. Morin, si occuparono di riprendere il controllo di Mora. La battaglia di Mora che seguì si divise in due fasi: la prima viene vinta dai messicani che respingono l'assalto americano, la seconda invece dagli statunitensi che prendono quindi possesso della località.
Nei mesi che seguirono, i ribelli si scontrarono altre tre volte con le forze degli Stati Uniti in scontri minori, nell'azione del fiume Red (oggi chiamato Canadian) a ovest di Wagon Mound e in quella di Las Vegas (Nuovo Messico) e della cresta Cienega, una trentina di chilometri da Taos. Queste vittorie statunitensi misero fine agli scontri in campo aperto con i ribelli.

### La California
La notizia della dichiarazione di guerra al Messico del 13 maggio 1846 impiegò tre mesi per raggiungere la California. Il console statunitense a Monterey, Thomas O. Larkin, lavorò intensamente e riuscì a evitare spargimenti di sangue tra gli statunitensi in California e la guarnigione messicana del generale José Castro.
Il capitano dell'Esercito degli Stati Uniti John Charles Frémont, che aveva già esplorato con un gruppo di uomini la regione del Gran Bacino entrando nella valle di Sacramento nel dicembre 1845, ricevette la notizia mentre si trovava nei paesi dell'Oregon e da dove si diresse nuovamente verso sud.
Nel frattempo il Messico aveva emanato un proclama che espropriava le terre a tutti i cittadini non naturalizzati e li espelleva. Udite voci riguardo alla formazione di un esercito del generale Castro contro di loro, i coloni statunitensi della valle di Sacramento si radunarono per affrontare la minaccia e il 14 giugno 1846 34 di loro presero il controllo dell'avamposto del governo messicano a Sonoma, anticipando così le manovre di Castro. Uno di loro ideò una loro bandiera con disegnato un orso – che poi divenne un simbolo per l'odierno stato della California – e la innalzò nella piazza principale. Di lì ad una settimana, 70 persone si unirono alla rivolta e a luglio i ribelli erano ormai circa 300. A guidarli vi era William B. Ide e la rivolta divenne nota come Bear Flag Revolt, ossia proprio "Rivolta della bandiera con l'orso".

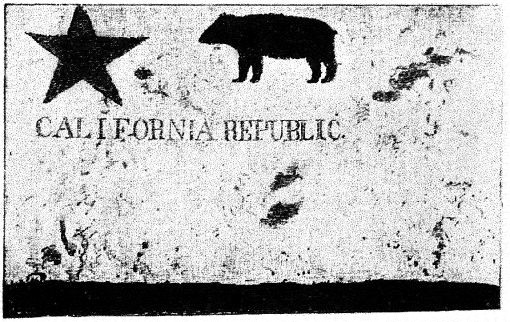
Replica della bandiera originale

Il 25 giugno il gruppo di Frémont giunse in supporto per un atteso confronto militare. Pochi giorni dopo, il 2 luglio, i ribelli presero San Francisco, all'epoca chiamata Yerba Buena, e tre giorni dopo parte di essi formarono il Battaglione California e si unirono agli uomini di Frémont.
Il commodoro John D. Sloat, comandante dello Squadrone del Pacifico della Marina statunitense, posizionato al largo di Mazatlán, in Messico, ricevette l'ordine di occupare la baia di San Francisco e bloccare i porti della California quando fosse stato certo dell'avvenuta dichiarazione di guerra. Sloat quindi levò l'ancora e raggiunse Monterey il 1º luglio. Venuto a conoscenza degli avvenimenti di Sonoma e del coinvolgimento di Frémont, credette che fossero avvenuti su ordine di Washington, così diede ordine di occupare Monterey il 7 luglio facendovi issare la bandiera degli Stati Uniti, dopo quella che viene considerata la battaglia di Monterey. Due giorni dopo, 70 tra marinai e fanti di marina sbarcarono a San Francisco e vi issarono anche lì la loro bandiera; il giorno stesso, a Sonoma la bandiera con l'orso fu sostituita con quella a stelle e strisce.
Su ordine di Sloat, 160 uomini di Frémont raggiunsero Monterey in supporto del Battaglione California. Il 15 luglio, Sloat passò il comando al commodoro Robert Field Stockton mentre lui radunò i volenterosi del Battaglione California per addestrarli come militari regolari che avrebbero poi servito sempre agli ordini di Frémont. A quest'ultimo, nel frattempo, Stockton ordinò di dirigersi a San Diego e preparare i suoi uomini a salpare per prendere Los Angeles. Una volta sbarcati nella città degli angeli, Stockton inviò anche 360 fanti di mare a San Pedro; a quel punto il generale Castro ed il governatore Pío Pico lasciarono la California per lo Stato messicano di Sonora.
L'esercito di Stockton entrò così a Los Angeles senza opposizione il 13 agosto, da dove il commodoro inviò un rapporto al segretario di Stato affermando che "la California era completamente libera dal dominio messicano". Stockton lasciò quindi un ufficiale a governare la città con un piccolo gruppo di soldati finché i Californio locali, guidati da José María Flores e senza l'aiuto del Messico, non li costrinse a ritirarsi prendendo il controllo della città il 29 settembre, dopo l'assedio di Los Angeles. In seguito obbligarono anche la guarnigione di San Diego e di Santa Barbara a ritirarsi.
Il capitano Mervine fece sbarcare quindi 350 tra marinai e fanti di marina a San Pedro il 7 ottobre, ma il giorno dopo, in meno di un'ora, gli uomini di Flores tesero loro un'imboscata, la battaglia del Rancho Dominguez uno dei più antichi insediamenti di coloni dell'odierna contea di Los Angeles, obbligandoli alla ritirata dopo aver perso quattro uomini e subito il doppio di feriti. Stockton quindi giunse con dei rinforzi, portando il totale dei soldati statunitensi a 800 uomini, posizionando una base operativa a San Diego.
Nel frattempo, il colonnello Stephen Watts Kearny con 100 uomini percorse un'estenuante marcia attraverso il Nuovo Messico ed il deserto di Sonora, superando il fiume Colorado alla fine di novembre del 1846 e incontrando una pattuglia di 35 uomini che Stockton aveva inviato loro incontro da San Diego. Il 7 dicembre, il fratello del governatore, Andrés Pico, guidò 100 lancieri che, avvisati, tesero un agguato e attaccarono gli uomini di Kearny nella battaglia di San Pasqual – vicino a San Diego – durante la quale, in circa mezzora di combattimento, 22 statunitensi morirono. Kearny, nonostante avesse subito una ferita, riuscì a condurre i suoi uomini in cima alla Mule Hill (la Collina dell'Asino) dove si arroccarono e furono tenuti sotto assedio dai messicani per quattro giorni, finché 215 statunitensi non giunsero in soccorso.
Frémont e i 428 uomini del Battaglione California raggiunsero San Luis Obispo il 14 dicembre e Santa Barbara il 27, mentre il giorno seguente Kearny e 600 uomini iniziarono una marcia di 250 km diretti a Los Angeles. Flores quindi condusse i suoi mal equipaggiati 500 uomini in cima ad un promontorio alto una cinquantina di metri sopra il fiume San Gabriel. L'8 gennaio 1847, le forze congiunte di Stockton e Kearny sconfissero i Californio di Flores nella battaglia del Rio San Gabriel, lo stesso giorno in cui gli uomini di Frémont raggiungono San Fernando. Il 9 gennaio Stockton e Kearny combatterono nuovamente fianco a fianco e vinsero la battaglia de La Mesa e, infine, il giorno 10 l'Esercito statunitense entrò nuovamente a Los Angeles senza incontrare resistenza.
Il 12 gennaio Frémont e due ufficiali di Pico si accordarono sui termini della resa e la capitolazione fu firmata nella giornata seguente da Frémont stesso, da Pico e da altri sei ufficiali al ranch del passo Cahuenga. Essa divenne nota come il trattato di Cahuenga, che mise fine ad ogni resistenza armata messicana in California.

### Le manovre navali nel Pacifico
La USS Independence fece parte dello squadrone che effettuò il blocco navale nel Pacifico durante il quale, il 16 maggio 1847, catturò la nave Correo e una lancia. Il 19 ottobre, diede supporto nella cattura di Guaymas e portò a riva i marinai e i fanti di mare che catturarono Mazatlán l'11 novembre 1847. Resa sicura l'Alta California, la flotta americana procedette verso sud, catturando le principali città della penisola della Baja California mentre puntava su Mazatlán, l'obiettivo finale della campagna navale, situata nell'entroterra continentale messicano, nonché una delle principali basi di rifornimento delle forze messicane. Lungo la rotta, diverse navi messicane furono catturate, con la USS Cyane che registrò diciotto catture e diversi altri affondamenti.
Entrando nel Golfo di California, la Independence, la Congress e la Cyane presero La Paz, bruciando poi la piccola flotta messicana a Guaymas e, nel mese che seguì, liberarono il Golfo dalle navi messicane, affondando o catturando una trentina di vascelli. Infine, l'11 novembre 1847, fanti e marinai statunitensi presero possesso del porto di Mazatlán. I messicani reagirono e, agli ordini di Manuel Pineda Muñoz, si ripresero i vari porti catturati dagli statunitensi, in una serie di piccole schermaglie a Mulege, La Paz e San José del Cabo; nelle ultime due, allo scontro seguì un assedio dove gli statunitensi resistettero con il supporto dei cannoni navali.
I rinforzi statunitensi, guidati dal tenente colonnello Henry Stanton Burton, recuperarono le forze americane, fecero prigioniero Pineda e, il 31 marzo 1848, sconfissero e dispersero le forze messicane rimanenti a Todos Santos, non essendo venuti ancora a conoscenza della firma del Trattato di pace di Guadalupe Hidalgo avvenuta a febbraio, la cui tregua era divenuta ufficiale il 6 marzo. Quando le guarnigioni statunitensi furono evacuate a Monterrey in seguito alla ratifica del trattato, molti messicani andarono con loro, sia quelli che avevano appoggiato la causa statunitense, sia altri che credettero nell'annessione anche della Bassa California.

### Il Messico nordorientale
Le sconfitte messicane di Palo Alto e Resaca de la Palma causarono un tumulto politico in Messico, usato da Santa Anna per risollevare la sua carriera politica e tornare dall'esilio auto-imposto a Cuba a metà agosto 1846. Promise agli Stati Uniti che, se lo avessero lasciato passare attraverso il blocco navale, avrebbe negoziato una pace e venduto loro il Santa Fe de Nuevo México e l'Alta California. Giunto a Città del Messico, però, rinnegò il patto e offrì i suoi servigi al Governo messicano. Gli venne quindi affidato il comando generale delle forze armate e anche se fu eletto presidente nelle successive elezioni, lasciò il governo al suo vice Gómez Farías per affrontare sul campo gli statunitensi.
La Battaglia di Monterrey

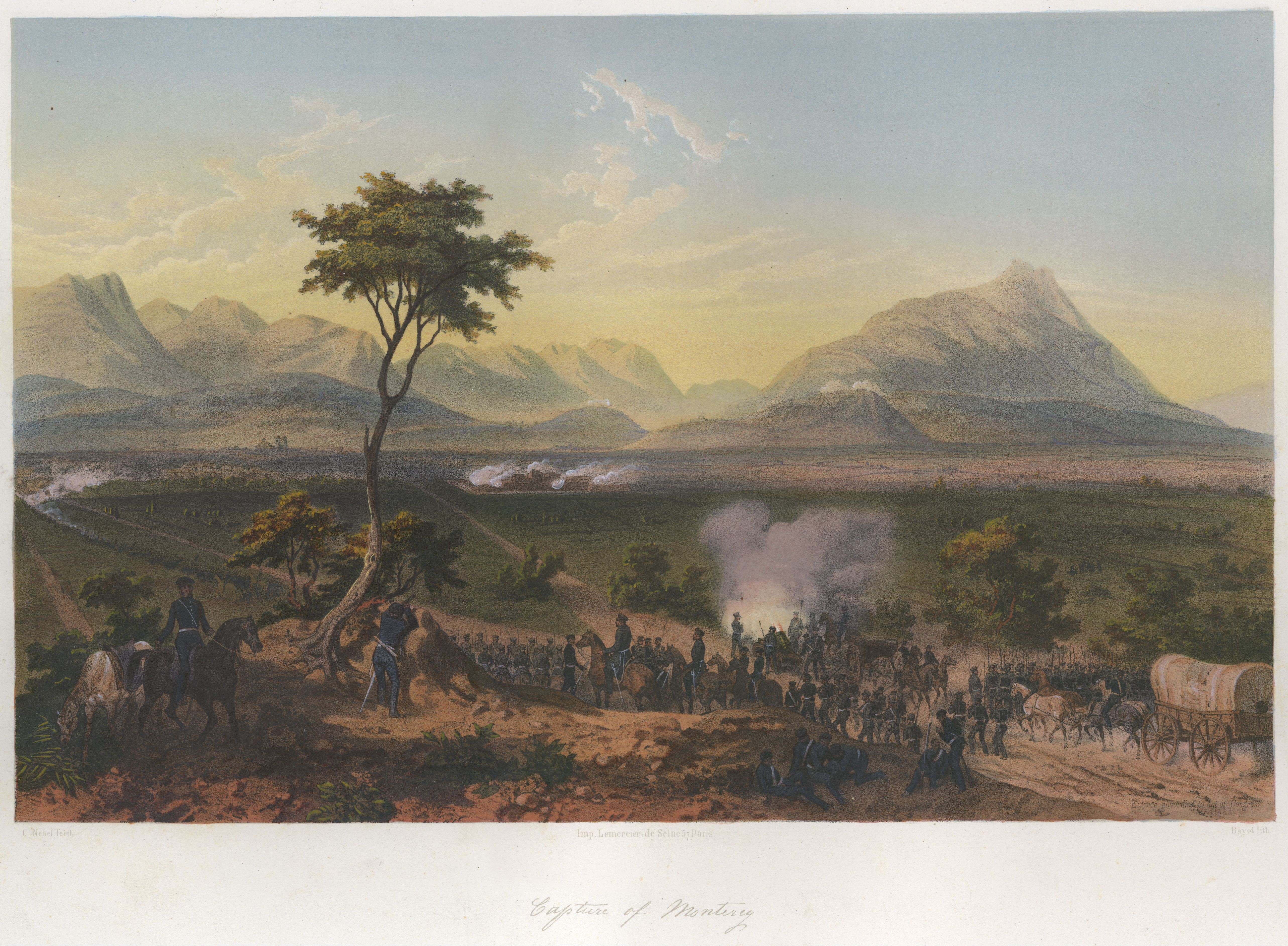
La battaglia di Monterrey nell'opera di Carl Nebel

Guidati dal generale Taylor, 2 300 soldati statunitensi attraversarono il Rio Grande e occuparono Matamoros e Camargo, dove soffrirono i primi problemi a causa delle malattie, per procedere poi a sud e mettere sotto assedio Monterrey, nel Nuevo León. I duri combattimenti che iniziarono il 20 settembre 1846, nella battaglia di Monterrey, provocarono pesanti perdite su entrambi i fronti. L'artiglieria leggera americana si dimostrò inefficace contro le fortificazioni in pietra della città e le forze messicane del generale Pedro de Ampudia respinsero inizialmente le migliori unità di fanteria statunitense a Forte Teneria.
I soldati statunitensi, compresi molti degli ufficiali di West Point, non avevano alcuna esperienza in guerriglia urbana finendo così preda dei difensori messicani, ben nascosti dietro le mura spesse degli edifici cittadini. Due giorni dopo, gli statunitensi cambiarono tattiche su suggerimento dei soldati texani che avevano combattuto nell'assedio di Bexar durante la loro rivoluzione, i quali consigliarono di aprire dei varchi tra le mura delle abitazioni invece che muoversi tra le strade. La tecnica si dimostrò fruttuosa. In questo modo le truppe di Ampudia si ritrovarono intrappolate nella piazza centrale della città, dove i colpi di obice lo convinsero a negoziare. Taylor accettò di lasciar andare l'esercito messicano e ad un armistizio di otto settimane in cambio della resa della città. Su pressione di Washington, Taylor ruppe poi l'armistizio e occupò la città di Saltillo, più a sud. Santa Anna accusò Ampudia della perdita di Monterrey e Saltillo, degradandolo a comandante di un piccolo battaglione d'artiglieria. Analogamente, Polk accusò Taylor delle pesanti perdite subite e di non aver catturato Ampudia e i suoi uomini. Il generale fu quindi privato della maggior parte delle sue forze che furono inviate in supporto del generale Winfield Scott, per l'invasione dell'entroterra meridionale del Messico.
La battaglia di Buena Vista

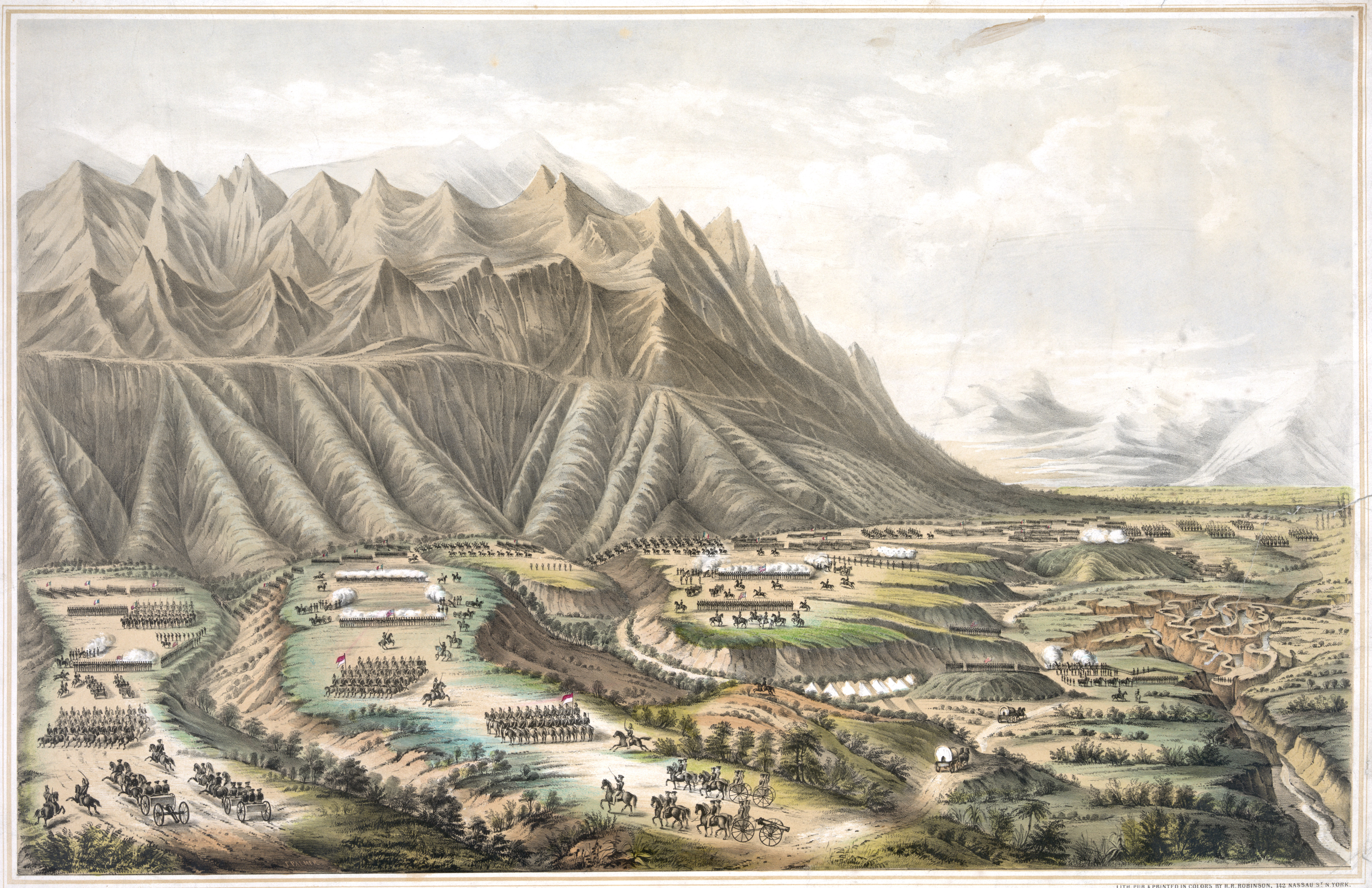
La battaglia di Buena Vista nell'opera di Henry Robinson, 1850 circa

Venuto a conoscenza della debolezza delle forze di Taylor dai dispacci di un esploratore statunitense fatto prigioniero, il 22 febbraio 1847, Santa Anna prese l'iniziativa e personalmente guidò i 20 000 uomini del suo esercito contro il generale americano, nella speranza di ottenere una importante vittoria prima della presunta e probabile invasione via mare di Scott. Le due forze si incontrarono e combatterono nella più grande battaglia del conflitto, la battaglia di Buena Vista. Taylor, con 4 600 uomini, si era trincerato su un passo montano chiamato La Angostura (traducibile con "la strettoia"), diversi chilometri a sud del ranch Buena Vista ("bella vista"). A causa della diserzione e delle condizioni del viaggio, Santa Anna arrivò con 15 000 uomini, tutti molto provati. Subito, il generale messicano chiese la resa delle forze statunitensi e, al rifiuto americano, il mattino seguente attaccò. Inizialmente affiancò gli statunitensi inviando la cavalleria e una parte della fanteria su una delle pareti del passo montano, tutto mentre una divisione di fanteria attaccava gli uomini di Taylor frontalmente, lungo la strada per Buena Vista. Gli scontri furono molto duri e a stento le truppe statunitensi riuscirono a tenere le linee, grazie anche a un reggimento di fucilieri volontari guidato dal futuro presidente confederato Jefferson Davis. I messicani erano quasi riusciti a sfondare le linee in diversi punti ma la loro fanteria aveva subito diverse perdite a causa dell'artiglieria a cavallo americana. I rapporti iniziali, e la propaganda di Santa Anna, reclamarono la vittoria per il Messico, tuttavia, invece di eseguire l'ultimo definitivo attacco il giorno seguente, Santa Anna si ritirò, perdendo molti uomini, dopo essere venuto a conoscenza dello scoppio di una ribellione nello Yucatán e della conseguente sommossa popolare a Città del Messico. Taylor fu quindi lasciato in controllo di parte del Messico settentrionale e per questo successivamente Santa Anna subì molte critiche. Gli storici militari, sia statunitensi che messicani, concordano quasi all'unanimità che, se avesse continuato la battaglia, avrebbe certamente vinto.

### Il Messico nordoccidentale
Il 21 novembre 1846, viene firmato il Trattato di Bear Springs vicino a Gallup, in Nuovo Messico, che mise fine alle insurrezioni delle tribù Ute, Zuñi, Hopi e Navajo. In questo modo, occupato il Nuovo Messico, in dicembre Kearny poté inviare il 1º Volontari a cavallo del Missouri, dell'Esercito dell'Ovest, nell'odierno Messico nordoccidentale. Essi erano guidati da Alexander W. Doniphan e procedettero con una lunga campagna di un anno e quasi 9000 km, rivaleggiando per estensione con la marcia di Senofonte in Anatolia durante le guerre persiane.
Il giorno di Natale, i volontari del Missouri vinsero la battaglia di El Brazito, poco lontano dall'odierna El Paso, in Texas, e il 1º marzo 1847 occuparono la città di Chihuahua. In aprile, Taylor ordinò loro di lasciare Chihuahua e unirsi alle sue forze a Saltillo. Vicino a Parras de la Fuente, però, dovettero aiutare i cittadini contro i nativi, i quali in un raid avevano portato via bambini, cavalli, asini e denaro. Infine fu deciso che i volontari raggiunsero Matamoros, da cui sarebbero tornati in Missouri via mare.
La popolazione civile del Messico settentrionale offrì scarsa resistenza all'invasione statunitense, probabilmente a causa della devastazione provocata dai raid dei Comanche e degli Apache. Josiah Gregg testimoniò: "il paese intero dal Nuovo Messico fino al confine del Durango è quasi interamente spopolato. Le fattorie e i ranch sono stati quasi tutti abbandonati e la gente principalmente è confinata in villaggi e città".

### Il Golfo del Messico
Il Messico meridionale era prevalentemente abitato da popolazione indigena, geograficamente distante dalla capitale e su cui il Governo centrale aveva un debole controllo. Lo Yucatán in particolare aveva stretti legami più con Cuba e gli Stati Uniti, che con il Messico centrale, tanto che in diverse occasioni, durante l'epoca della Repubblica messicana, secedette dalla Federazione. Al suo interno, vi erano inoltre rivalità tra le élite che si riaffacciarono durante la guerra tra Messico e Stati Uniti.
La Marina statunitense contribuì alla rivolta controllano la costa e aprendo la strada alle sue truppe e ai rifornimenti, in special modo verso il porto principale del Messico, Veracruz, che già da subito venne posto in blocco navale. A causa del basso fondale in quella zona del Golfo del Messico, la Marina necessitò di navi con un basso pescaggio invece che delle fregate solitamente impiegate. Dato che la Marina messicana praticamente non esisteva, gli statunitensi poterono operare quasi indisturbati, nonostante due battaglie avvenute al largo dello Stato di Tabasco, la prima nell'ottobre 1846 e la seconda nel giugno 1847.
Al di là del conflitto con il Messico, gli Stati Uniti erano preoccupati dall'estensione del potere britannico nei Caraibi, in particolar modo sulla Cuba spagnola e sulla penisola strategica dello Yucatán. Nel 1847 i Maya si ribellarono alle élite bianche dando il via ad una guerra etnica nota come guerra delle caste. Jefferson Davis, divenuto senatore per il Mississippi, argomentò al Congresso che il presidente non aveva bisogno di poteri ulteriori per intervenire nello Yucatán, dato che il conflitto con il Messico era già in corso. Il suo timore era soprattutto dettato da questioni strategiche, ma in parte anche dalla sua visione del Destino manifesto che considerava il Golfo del Messico "un bacino d'acqua appartenente agli Stati Uniti", ritenendo legittimo quindi impossessarsi di Cuba e dello Yucatán per non lasciarli all'influenza britannica. Al Congresso degli Stati Uniti quindi si dibatté sull'intervennero nello Yucatán ma infine si decise di non agire, nonostante la richiesta dello Yucatán stesso per un loro supporto, richiesta che però non ricevette risposta.

## L'invasione meridionale del generale Scott

La campagna del generale Scott

Invece di rinforzare l'esercito di Taylor e procedere da nord, Polk decise di portare la guerra nell'entroterra messicano ordinando al generale Winfield Scott di invadere il Messico meridionale. Scott e i suoi uomini furono portati così via mare al porto messicano Veracruz, da cui cominciare la marcia di occupazione fino alla capitale. Il 9 marzo 1847, Scott portò a termine il primo importante sbarco anfibio della storia statunitense, a cui seguì l'assedio di Veracruz. 12 000 uomini, tra regolari e volontari, sbarcarono assieme a rifornimenti, armamenti e cavalli vicino alla città murata tramite mezzi da sbarco appositamente progettati. Tra di essi vi erano i futuri generali della guerra civile Robert Edward Lee, George G. Meade, James Longstreet, Thomas Jonathan Jackson e Ulysses S. Grant, che sarebbe stato anche Presidente degli Stati Uniti. Il generale Santa Anna guidò quindi le forze messicane nella regione del Messico centromeridionale, densamente popolata e politicamente cruciale. Nonostante i messicani non fossero in grado di fermare le forze statunitensi, le battaglie che seguirono furono molto dure e costarono molte vite ad entrambi gli schieramenti.

### L'assedio di Veracruz

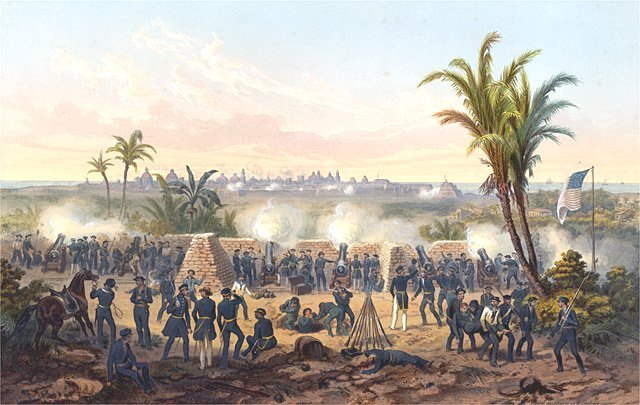
Battaglia di Veracruz

Veracruz era difesa dal generale Juan Morales con 3 400 uomini. I mortai e i cannoni navali agli ordini del commodoro Matthew Perry furono usati per demoralizzare i difensori e danneggiare le mura, che già solo dopo il bombardamento del 24 marzo 1847 presentavano una breccia di una decina di metri. La città rispose come meglio poté con la propria artiglieria, tuttavia, l'effetto dell'esteso bombardamento statunitense, annullò la volontà dei messicani di resistere contro una forza numericamente superiore, spingendoli a consegnare la città dopo dodici giorni di assedio. Le truppe americane subirono 80 vittime e diversi casi di febbre gialla, mentre i messicani ebbero 180 tra morti e feriti, oltre a centinaia di civili rimasti uccisi.

### L'avanzata su Puebla

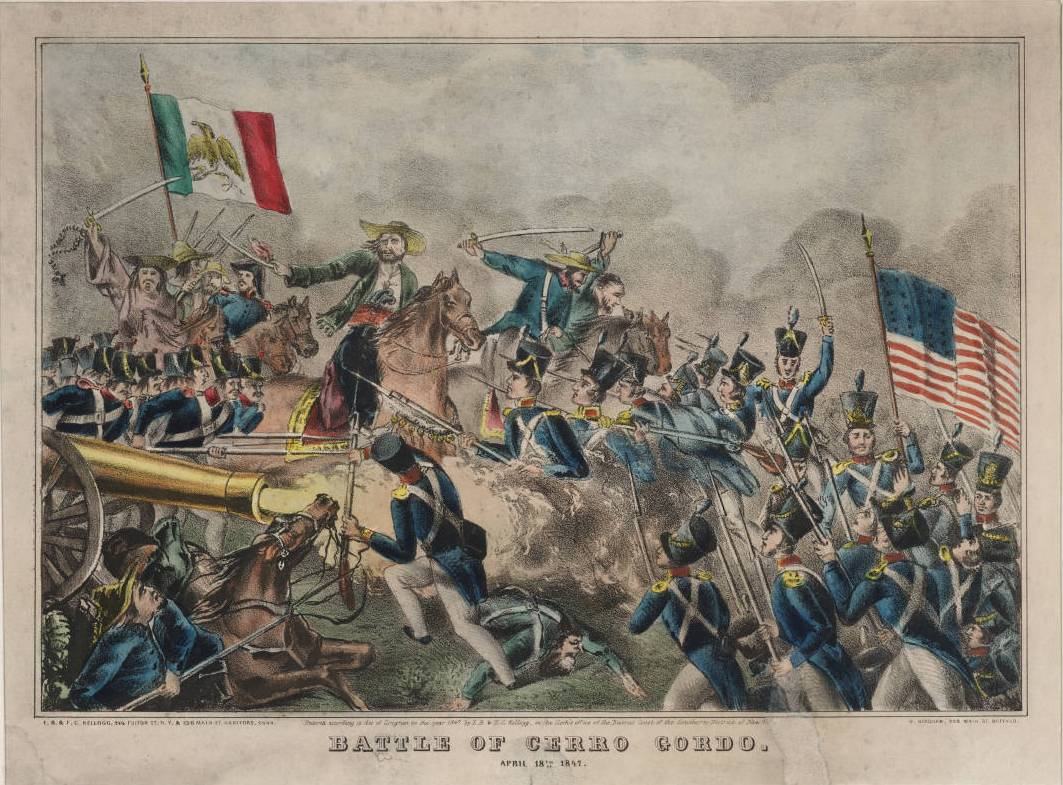
La battaglia di Cerro Gordo, litografia alla Beinecke Rare Book and Manuscript Library della Yale University, New Haven, Connecticut.

Proprio sulla febbre gialla e altre malattie tropicali contava Santa Anna, che lasciò così avanzare Scott nell'entroterra messicano prima di affrontarlo in battaglia, proprio come già fatto nel 1829 contro la Spagna. Inoltre il generale messicano proveniva proprio dallo Stato di Veracruz che quindi conosceva bene e all'interno del quale aveva una propria rete di alleati. Poteva così contare su risorse locali con cui sfamare le sue armate e su informazioni dettagliate sui movimenti statunitensi. Dall'esperienza ottenuta nel nord del Messico, Santa Anna sapeva di dover negare agli statunitensi il vantaggio della loro artiglieria, scegliendo quindi Cerro Gordo come luogo dello scontro che avrebbe dovuto dare il massimo vantaggio alle truppe messicane. Scott quindi poté tranquillamente iniziare la marcia il 2 aprile 1847 in direzione di Città del Messico con 8 500 soldati, mentre Santa Anna organizzava la sua difesa in un canyon attorno alla strada principale, a 80 km a nord-est di Veracruz, presso il borgo di Cerro Gordo non molto lontano da Xalapa. Gli statunitensi, una volta giunti a Cerro Gordo, credettero di avere di fronte 12 000 messicani trincerati anche se in realtà le forze di Santa Anna contavano circa 9 000 unità, più l'artiglieria. I primi statunitensi a giungere sul luogo della battaglia furono 2 600 dragoni in avanscoperta, il 12 aprile. L'artiglieria messicana aprì il fuoco prematuramente rivelando la loro posizione e dando inizio alla battaglia di Cerro Gordo.
Invece di proseguire per la via principale, Scott ordinò ai suoi uomini di salire lungo un pendio a nord, dove posizionarono l'artiglieria, e pazientemente di aggirare i messicani sul fianco. Nonostante fossero a conoscenza della posizione e delle manovre degli statunitensi, i messicani non erano preparati all'assalto furioso che seguì. Nello scontro del 18 aprile, l'Esercito messicano fu messo in rotta subendo 1 000 vittime, mentre quello statunitense subì 400 perdite e fece 3 000 prigionieri. Nell'agosto 1847, l'allora capitano del 3º Reggimento, Edmund Kirby Smith, rifletté sulla resistenza delle forze messicane:
((EN) John S. D. Eisenhower, So Far from God: The U.S. War With Mexico, 1846–1848, New York, Random House, 1989,  p. 295, ISBN 978-0-8061-3279-2.)
Gli statunitensi tuttavia non si aspettavano, viste le perdite del nemico, una difesa così strenua. Santa Anna infatti era determinato a combattere fino alla fine e i suoi soldati continuavano a riorganizzarsi dopo ogni battaglia, pronti a combattere nuovamente.

### La sosta a Puebla de Zaragoza
Il 1º maggio 1847, Scott raggiunse e occupò senza combattere Puebla de Zaragoza, la seconda città del Messico. La sconfitta a Cerro Gordo aveva demoralizzato gli abitanti di Puebla, i quali temevano che resistendo avrebbero scatenato la vendetta statunitense che sarebbe potuta sfociare in razzie, violenze e omicidi. Era prassi all'epoca lasciare che i soldati vittoriosi razziassero e infliggessero brutalità ai civili in caso di resistenza; minaccia che spesso veniva usata per assicurarsi una resa senza combattimenti. Scott mirava a prevenire atrocità da parte delle sue truppe e lo stesso volevano le autorità e la Chiesa, mentre la classe operaia e i più poveri avrebbero voluto difendere la città. I soldati statunitensi che si allontanavano di notte dai loro alloggi spesso venivano assassinati, tuttavia alcuni messicani erano disposti a scambiare rifornimenti con gli statunitensi per assicurare che i beni necessari alla sopravvivenza giungessero in città. Nei mesi che seguirono, Scott radunò rifornimenti e rinforzi a Puebla e mandò indietro le unità il cui periodo di leva era terminato. Nel contempo, si sforzò di mantenere i suoi uomini disciplinati e di trattare in modo giusto i messicani sotto la sua occupazione, in modo da evitare rivolte contro l'esercito statunitense.

### L'avanzata su Città del Messico e la sua cattura

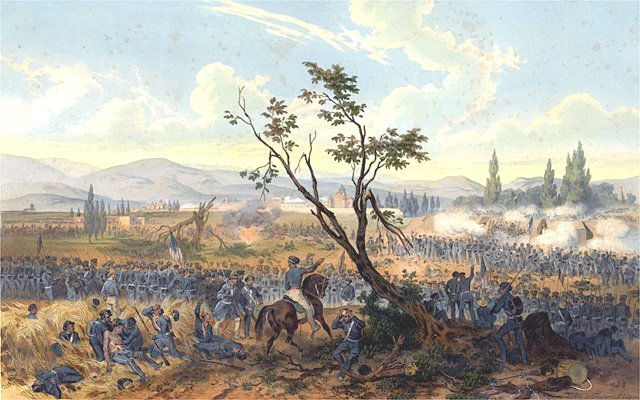
Battaglia di Churubusco

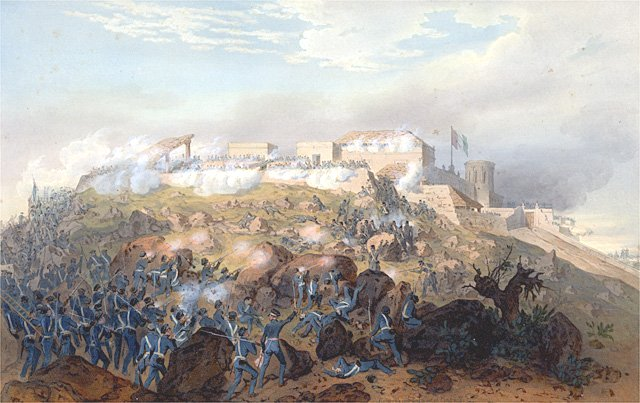
Battaglia di Chapultepec

Con la guerriglia messicana a minacciare le sue linee di comunicazione con Veracruz, Scott decise di non indebolire i suoi uomini per difendere Puebla ma di lasciare un piccolo contingente a protezione di feriti e malati, avanzando su Città del Messico con il grosso dell'esercito il 7 agosto. La via per la capitale fu aperta dopo due scontri avvenuti nei pressi del centro urbano, sul fianco destro delle difese: la battaglia di Contreras e quella di Churubusco. Dopo quest'ultima, i combattimenti si fermarono per negoziare un armistizio e la pace, negoziati però che si interruppero il 6 settembre 1847. Con le successive battaglie di Molino del Rey, di Chapultepec – presso il castello omonimo dove i giovani cadetti dell'Accademia militare messicana morirono valorosamente e vengono oggi ricordati come niños héroes, ossia "ragazzi eroici" – e di Città del Messico, quest'ultima fu infine presa. Scott divenne il governatore militare della capitale e le sue vittorie lo resero un eroe nazionale negli Stati Uniti.

### L'ultima campagna di Santa Anna

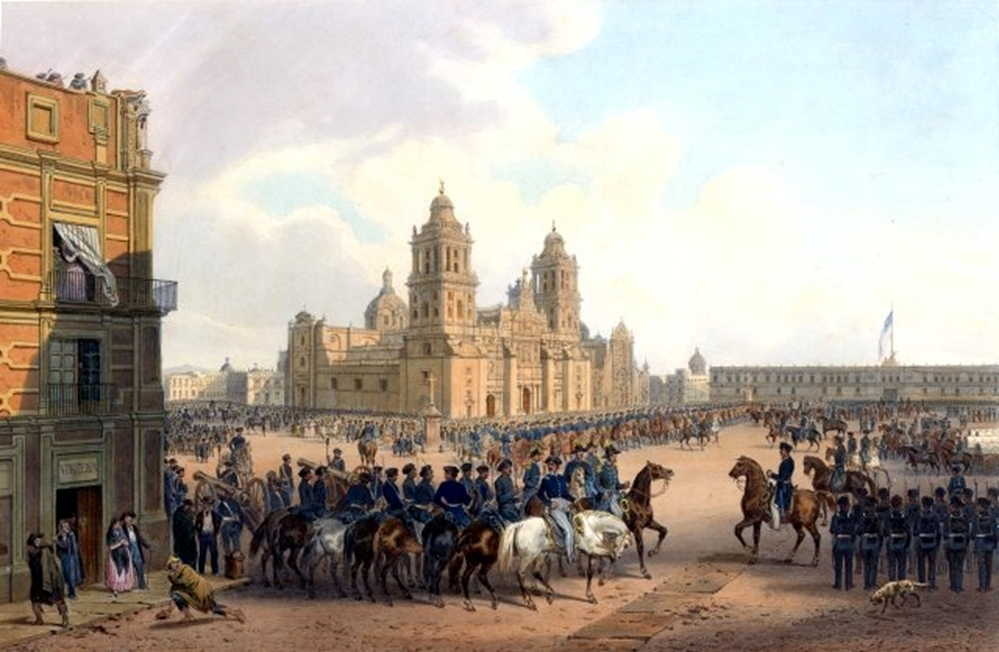
Truppe statunitense nella piazza della Costituzione a Città del Messico

A fine settembre 1847, Santa Anna tentò un'ultima volta di sconfiggere l'Esercito statunitense, tagliando la via ai rifornimenti dalla costa. Il generale Joaquín Rea, presto seguito da Santa Anna stesso, mise sotto assedio Puebla, dove il generale Scott aveva lasciato 2 400 uomini, di cui solo 400 in grado di combattere. Dopo la caduta di Città del Messico, Santa Anna sperava che, assediando la città e ordinando attacchi di guerriglia, la popolazione di Puebla si aizzasse contro i soldati statunitensi. Altre truppe dagli Stati Uniti sbarcarono a Veracruz, agli ordini di Joseph Lane, prima che l'assedio di Puebla si concludesse in favore dei messicani, i quali saccheggiarono la città, dissolvendosi però come forza combattiva. Puebla venne catturata nuovamente da Lane il 12 ottobre 1847, dopo la sconfitta subita da Santa Anna nell'ultimo scontro militare a cui prese parte, la battaglia di Huamantla, avvenuta tre giorni prima. A seguito della sconfitta infatti, il nuovo Governo messicano, guidato da Manuel de la Peña y Peña, chiese a Santa Anna di passare il comando dell'Esercito al generale José Joaquín de Herrera.

### L'occupazione, le atrocità e la guerriglia
In seguito alla cattura della capitale, il Governo messicano si spostò a Querétaro, mentre a Città del Messico l'Esercito statunitense diveniva oggetto di attacchi da parte della popolazione. La guerra convenzionale si trasformò così in una forma di guerriglia che vide il numero di vittime statunitensi crescere lentamente ma costantemente. Il generale Scott fu quindi costretto a inviare un quarto delle sue truppe a proteggere le linee di comunicazione con Veracruz dalla fanteria leggera del generale Joaquín Rea e da altre forze di guerriglieri. Questi ultimi spesso torturavano e mutilavano i soldati catturati, come vendetta e avvertimento. Gli statunitensi, dal canto loro, vedevano in questo comportamento non la difesa della patria da parte dei messicani, bensì un'evidenza dell'inferiorità razziale dei loro nemici. I soldati statunitensi si vendicavano quindi sui messicani, fossero essi realmente sospettati di azioni di guerriglia oppure no. Il generale Scott non voleva dare il via ad una guerra totale contro la popolazione messicana, ma poiché i suoi uomini continuavano a morire, si costrinse a prendere delle decisioni. Scott considerava le azioni di guerriglia contrarie alle "regole di guerra", così iniziò a minacciare la proprietà di coloro che la spalleggiavano. I guerriglieri catturati venivano giustiziati, inclusi i prigionieri inermi, con la scusa che i messicani facevano lo stesso con gli statunitensi. Lo storico Peter Guardino conferma che il comando statunitense fu complice degli attacchi contro i civili messicani: minacciando le abitazioni, le proprietà e i familiari, incendiando interi villaggi, saccheggiando e violentando, l'Esercito statunitense tolse ai guerriglieri l'appoggio della popolazione.
Scott rafforzò la guarnigione di Puebla e per novembre altri 1 200 uomini proteggevano Xalapa, posizionando infine diverse postazioni, per un totale di 750 uomini, lungo la strada che collegava Veracruz alla capitale. Distaccò inoltre una brigata antiguerriglia agli ordini del generale Lane, ordinandogli di proteggere i convogli lungo la strada con i suoi 1 300 uomini, mettendo così fine alla minaccia dopo alcuni scontri tra ottobre e novembre 1847.
Un ulteriore attacco ai guerriglieri di Padre Jarauta a Zacualtipán de Ángeles, il 25 febbraio 1848, ridusse ancor più il numero di raid alle linee di comunicazione statunitense. Dopo che i due governi conclusero la tregua, nell'attesa della ratifica del trattato di pace, il 6 marzo 1848 le ostilità cessarono ufficialmente. Tuttavia, alcune bande continuarono le loro azioni in sfida al Governo messicano finché l'Esercito statunitense non abbandonò la regione in agosto; altri gruppi di guerriglieri però continuarono con le loro azioni e furono soppressi dall'Esercito messicano, come accadde per Padre Jarauta che fu giustiziato.

## Fine della guerra
Il trattato di Cahuenga, firmato il 13 gennaio 1847, mise fine ai combattimenti in California. Il trattato di Guadalupe Hidalgo, sottoscritto il 2 febbraio 1848, concluse la guerra e dette agli Stati Uniti il controllo assoluto del Texas, come pure della California, del Nevada, dello Utah, e di parti del Colorado, Arizona, Nuovo Messico e Wyoming. In cambio il Messico ricevette 18250000 dollari, l'equivalente dei 627500000 dollari (valore di metà anno 2000) dei costi della guerra.

## Vittime
Nel corso della guerra morirono circa 13000 statunitensi. Di questi, solo 1700 circa caddero in azione di combattimento; le altre perdite furono provocate dai disagi e dalle condizioni sanitarie assolutamente precarie. Le perdite messicane rimangono ignote, ma sono stimate a 25000.

## Combattenti
Durante la guerra furono combattute molte battaglie importanti, incluse la battaglia di Churubusco e quella di Padernia. Il comandante messicano dell'epoca era Pedro María Anaya, che difese il convento di Santa María Churubusco e che pronunciò quella che più tardi sarebbe stata considerata la più famosa frase della guerra, riferita allorché il generale David E. Twiggs entrò nel convento: «Se avessimo munizioni, voi non sareste qui».
Il Battaglione San Patricios fu un gruppo di varie centinaia di soldati irlandesi immigrati, che disertarono dalle file statunitensi per raggiungere l'esercito messicano. Molti furono uccisi nella battaglia di Churubusco, mentre circa 100 furono catturati e impiccati come disertori.
L'ultimo veterano statunitense del conflitto, Owen Thomas Edgar, morì il 3 settembre 1929 all'età di 98 anni.

## Conseguenze politiche del conflitto

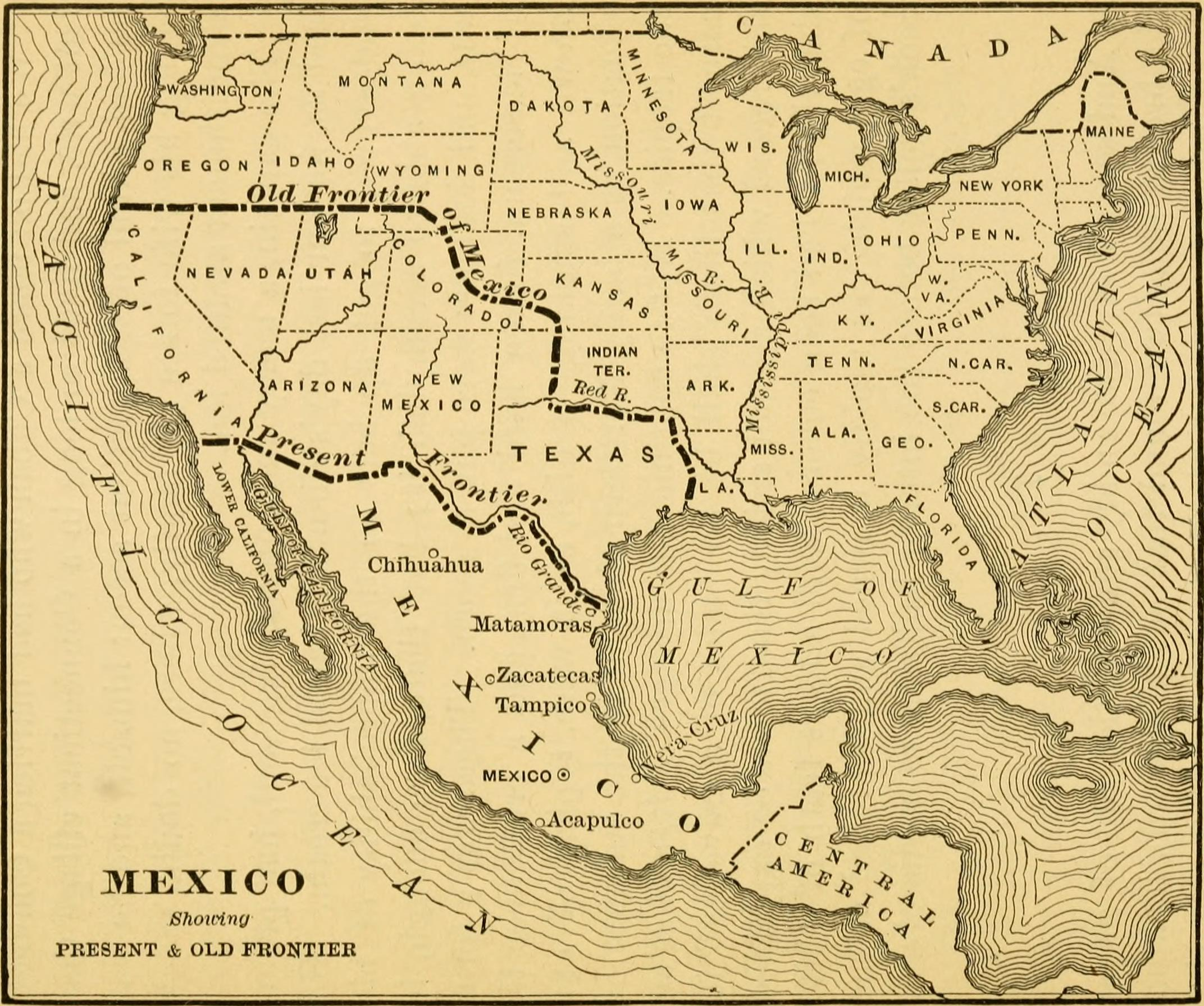
Riduzione del territorio messicano a fine guerra.

### In Messico
Il Messico perse il 55% dei suoi territori nella guerra, che, seppur ben risarciti (con l'equivalente di 550450600 euro moderni), vennero annessi con durevole rancore agli Stati Uniti. Tuttavia la guerra accentuò il sentimento di unità nazionale in Messico, perso da quando il movimento indipendentistico messicano s'era dissolto nel 1821. Il conflitto provocò inoltre una drastica perdita di autorevolezza da parte del generale Santa Anna, che dal 1833 esercitava poteri assoluti sul Paese.
Una nuova generazione di politici, infatti, riuscì a strappare il Messico dal suo controllo e successivamente a proclamare uno stato liberale e democratico nel 1857. Uno dei primi atti del governo repubblicano liberale fu l'adozione di numerose leggi che facilitarono e stimolarono la colonizzazione di vasti territori spopolati degli Stati settentrionali del Messico. Dietro le leggi che agevolavano tale colonizzazione vi era precisamente l'idea di evitare ulteriori amputazioni territoriali.
D'altro canto i territori annessi dagli Stati Uniti ospitavano migliaia di famiglie messicane. Alcune optarono per tornare in Messico, mentre altre scelsero di rimanere sotto gli Stati Uniti, visto che il trattato di Guadalupe Hidalgo conteneva garanzie di concessione della cittadinanza a costoro e di lotta alla povertà. Gli Stati Uniti e il Messico nel 1889 costituirono una Commissione delegata a risolvere i casi riguardanti le comuni frontiere e il controllo delle acque.

### Negli Stati Uniti
Negli Stati Uniti, d'altro canto, la vittoria provocò una crescita del sentimento patriottico, al pari di quanto stava avvenendo con l'acquisizione dei territori del West. Il Paese stava infatti acquisendo la metà meridionale dell'Oregon, dando la sensazione che la fede dei cittadini nel loro Paese si stesse accrescendo (riaffermando il concetto di Destino manifesto). Mentre Ralph Waldo Emerson respingeva la guerra "come strumento per realizzare il destino dell'America", egli riconobbe nondimeno che "molti dei grandi risultati della storia erano stati conseguiti con mezzi indegni". La guerra rese un eroe nazionale Zachary Taylor, che vinse le elezioni presidenziali del 1848.
Tuttavia questo periodo di euforia nazionale e nazionalistica non sarebbe durato a lungo. Il peso del conflitto era stato ampiamente sostenuto dagli Stati del Sud e largamente osteggiato dagli Stati del Nord. Questa divisione amplificò notevolmente il problema della schiavitù degli Stati Uniti, che venne esacerbato anche dal fatto che il Texas riconobbe l'istituzione della schiavitù, mentre il Messico non la accettava. Numerosi abolizionisti nordisti videro la guerra come un tentativo dei proprietari di schiavi di espandere la schiavitù ed assicurarsi un'influenza continua nel governo federale.
Henry David Thoreau scrisse il suo saggio Civil Disobedience e rifiutò di pagare le tasse a causa di questa guerra. Nel 1846 il deputato al Congresso David Wilmot propose la Wilmot Proviso per proibire la schiavitù in ogni nuovo territorio strappato al Messico. La proposta di Wilmot non passò, ma questa fu una scintilla che appiccò il fuoco più tardi fra le opposte correnti di pensiero.
Ulysses S. Grant, che servì nella guerra sotto il comando di Scott, avrebbe più tardi descritto il conflitto come una guerra di conquista per l'espansione della schiavitù, preludio pertanto della guerra di secessione: «La ribellione dei Sudisti fu in larga parte il frutto della guerra col Messico. Le nazioni, come le persone, sono punite per le loro trasgressioni. Noi abbiamo avuto la nostra punizione con la più sanguinosa e costosa guerra dei tempi moderni».
Al pari di Grant, molti dei generali che si distinsero nella guerra di secessione parteciparono a questa guerra: George McClellan, Ambrose Burnside, "Stonewall" Jackson, James Longstreet, George G. Meade e Robert Edward Lee, così come il futuro Presidente confederato, Jefferson Davis. La maggior parte della storiografia moderna descrive tuttavia la giovane nazione statunitense come costantemente mossa da volontà di espansione e di influenza, sia prima che dopo la guerra di secessione, guerra che diede alla futura potenza, in anticipo rispetto agli stati europei, una grande lezione sull'uso strategico di grandi masse e nuove armi.

## Battaglie
Texas
- Incidente di Thornton
- Assedio d Fort Texas
- Battaglia di Palo Alto
- Battaglia di Resaca de la Palma

Nuovo Messico e Arizona
- Battaglia della Cañada
- Battaglia di Passo Embudo
- Assedio del pueblo di Taos
- Battaglia di Mora

California
- Battaglia di Monterey
- Assedio di Los Angeles
- Battaglia del Rancho Dominguez
- Battaglia di San Pasqual
- Battaglia del Rio San Gabriel
- Battaglia di Mulege (Schermaglia)

Messico nordorientale
- Battaglia di Monterrey
- Battaglia di Buena Vista

Messico nordoccidentale
- Battaglia di El Brazito

Golfo del Messico
- Prima battaglia di Tabasco
- Seconda battaglia di Tabasco

Messico meridionale
- Assedio di Veracruz
- Battaglia di Cerro Gordo
- Battaglia di Contreras
- Battaglia di Churubusco
- Battaglia di Molino del Rey
- Battaglia di Chapultepec
- Battaglia di Città del Messico
- Assedio di Puebla
- Battaglia di Huamantla

Altro
- Battaglia del Cañoncito
- Battaglia di Santa Fe
- Battaglia di Natividad
- Battaglia di Chino
- Battaglia di Olompali
- Battaglia della Mesa
- Battaglia di Padierna
- Battaglia di Tuxpan
- Battaglia di Sacramento
- Battaglia di Santa Cruz de Rosales
- Battaglia di Santa Clara (California)

### Altre fonti
Fonti militari
- (EN) Bernard De Voto, Year of Decision 1846, 1942.
- (EN) John Eisenhower, So Far From God: The U.S. War with Mexico, New York, Random House, 1989.
- (EN) Donald S. Frazier, The U.S. and Mexico at War, New York, Macmillan, 1998.
- (EN) Peter Guardino, The Dead March: A History of the Mexican-American War, Cambridge (Massachusetts), Harvard University Press, 2017.
- (EN) Holman Hamilton, Zachary Taylor: Soldier of the Republic, 1941.
- (EN) Timothy D. Johnson, Winfield Scott: The Quest for Military Glory, University Press of Kansas, 1998.
- (EN) Lewis Lloyd, Captain Sam Grant, Boston, Little & Brown, 1950.
- (EN) Richard Price Winders, Mr. Polk's Army, College Station, Texas A&M Press, 1997.

Fonti politiche e diplomatiche
- (EN) Gene M. Brack, Mexico Views Manifest Destiny, 1821-1846: An Essay on the Origins of the Mexican War, 1975.
- (EN) Will Fowler, Tornel and Santa Anna: The Writer and the Caudillo, Mexico, 1795-1853, 2000.
- (EN) Piero Gleijeses, A Brush with Mexico, in Diplomatic History, vol. 29, n. 2, aprile 2005,  pp. 223-254.
- (EN) Norman A. Graebner, Empire on the Pacific: A Study in American Continental Expansion, New York, Ronald Press, 1955.
- (EN) Norman A. Graebner, Lessons of the Mexican War, in Pacific Historical Review, vol. 47, 1978,  pp. 325-342.
- (EN) Norman A. Graebner, The Mexican War: A Study in Causation, in Pacific Historical Review, vol. 49, 1980,  pp. 405-426.
- (EN) Enrique Krauze, Mexico: Biography of Power, New York, Harpers, 1997.
- (EN) David M. Pletcher, The Diplomacy of Annexation: Texas, Oregon, and the Mexican War, Columbia, University of Missouri Press, 1973.
- (EN) Cecil Robinson, The View From Chapultepec: Mexican Writers on the Mexican-American War, Tucson, University of Arizona Press, 1989.
- (EN) Ramon Eduardo Ruiz, Triumph and Tragedy: A History of the Mexican People, New York, Norton, 1992.
- (EN) John H. Schroeder, Mr. Polk's War: American Opposition and Dissent, 1846-1848, Madison, University of Wisconsin Press, 1973.
- (EN) Charles G. Sellers, James K. Polk: Continentalist, 1843-1846, Princeton, Princeton University Press, 1966.
- (EN) Albert K. Weinberg, Manifest Destiny: A Study of Nationalist Expansionism in American History, Baltimore, Johns Hopkins University Press, 1935.
- (ES) Agustín Yánez, Santa Anna: Espectro de una sociedad, 1996.